# Jan Brueghel starší
Jan Brueghel starší (1568 Brusel – 13. ledna 1625 Antverpy) byl belgický malíř. Narodil se roku 1568 v Bruselu jako třetí dítě Pietera Brueghela staršího a Mayeken de Coecke. Po vzoru svého otce Pietera Brueghela staršího, který zemřel rok po jeho narození, se Jan Brueghel starší vyučil malířství. Pokračoval tak v rodinné tradici a rozšířil malířský klan Brueghelů. V roce 1590 odjel na studijní cestu do Neapole. V letech 1592–1594 pobýval v Římě. Na pozvání kardinála Fredrica Borromea odjel 30. května do Milána. Ještě téhož roku v listopadu se vrátil do Nizozemska, do Antverp. V roce 1597 byl v Antverpách přijat, díky dřívějšímu členství jeho otce, do cechu svatého Lukáše.

## Brueghel umělec
Jan Brueghel starší maloval obrazy s různými náměty: zpracovával témata historická, alegorická, i mytologická. Maloval květinová zátiší, věnoval se krajinomalbě, mořským scenériím, loveckým scénám, bojovým scénám, vesnickým obrázkům, dokonce námětům z podsvětí a pekla. Byl to významný inovátor, který v první čtvrtině 17. století vytvořil nové typy obrazů, jako jsou obrazy s květinovými girlandami, obrazy ráje a žánrové obrázky z vesniského prostředí. Některé jeho žánrové obrazy byly napodobeninami či přepracováním prací jeho otce, zejména žánrové scény a krajiny s rolníky. Brueghel představoval typ pictor doctusu (učitel malířů). Byl erudovaný malíř, jehož práce jsou formovány náboženskými motivy, vlivem katolické protireformace a stejně tak byl ovlivněn vědeckou revolucí s jejím zájmem o přesný popis a klasifikací. Byl dvorním malířem španělských místodržících v Nizozemsku Izabelly Kláry Evženie Španělské a arcivévody Albrechta VII. Habsburského, jejího manžela. Umělec byl přezdíván Sametový (Velvet) Brueghel, Květinový (Flower) Brueghel, či Rajský (Paradise) Brueghel. První přezdívku dostal pro jeho umění zvládnout dokonale vykreslení struktury tkanin. Druhá přezdívka je odkazem na jeho specializaci na květinová zátiší a poslední přezdívka odkazuje na jeho vynález žánru obrazů ráje. Jeho bratr byl tradičně přezdíván Pekelný (de helse či Hell Brueghel ), pro údajné autorství řady obrazů s fantaskními zobrazeními ohně a groteskními metaforami. Tyto obrazy jsou nyní připisovány Janu Brueghelovi staršímu.

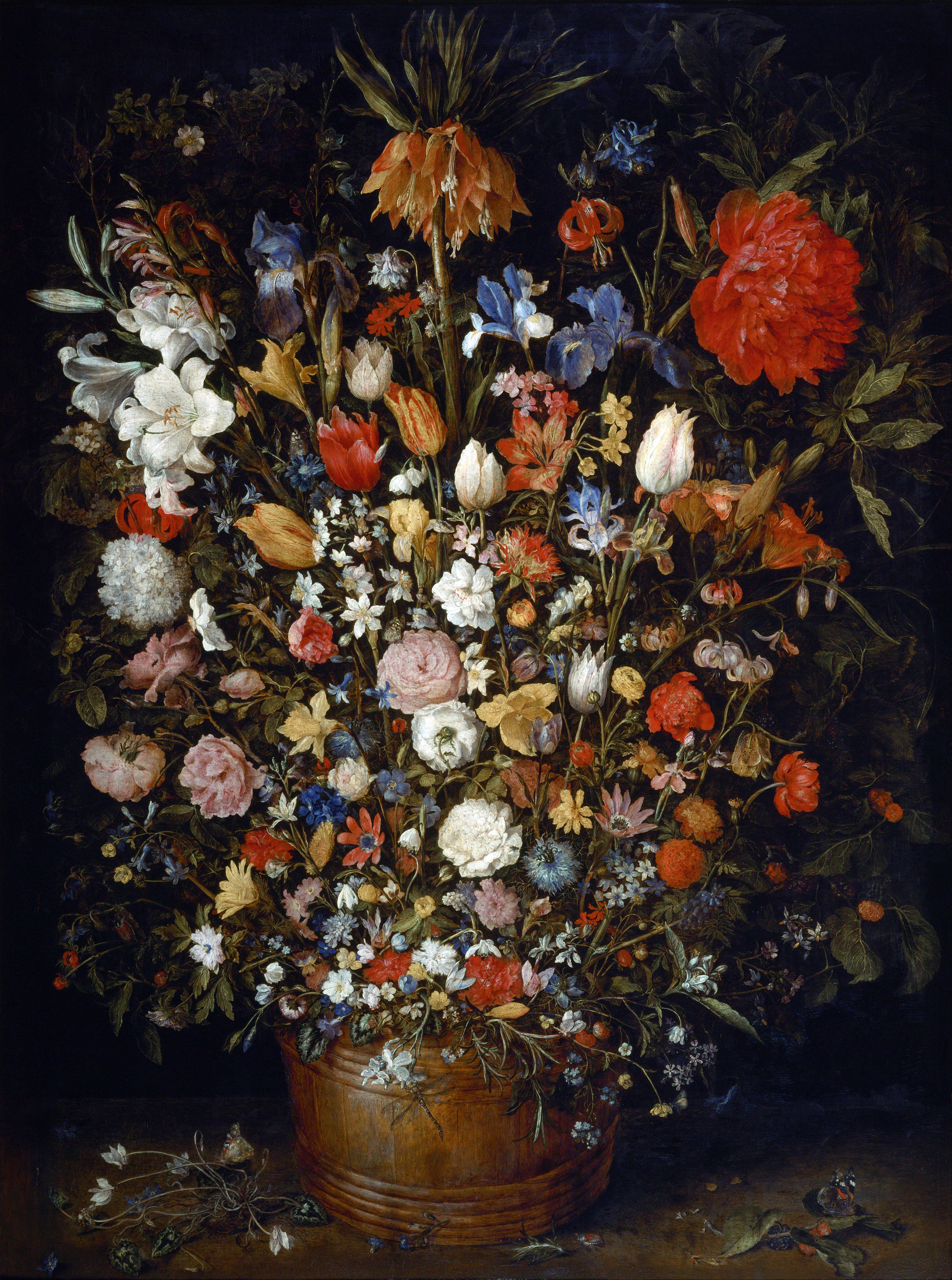
Jan Brueghel starší Kytice (Flowers in a Wooden Vessel), 1603

## Život
Jan Brueghel starší se narodil v Bruselu jako syn Pietera Brueghela a Mary (zvané Mayken) Coeck Van Aelst. Jeho matka byla dcerou prominentních francouzských renesančních umělců Pietera van Coeck Aelsta a Mayken Verhulst. Jeho otec zemřel rok po Janově narození v roce 1569, jeho matka o devět let později, v roce 1578. Po smrti obou rodičů se o Jana, jeho bratra Pietera a jejich sestru Marii starala jejich ovdovělá babička Mayken Verhulst. Mayken Verhulst byla také umělkyní. Karel van Mander napsal ve svém Schilder-Boeck, publikovaném v roce 1604, že Mayken byla první učitelkou malířství jejích dvou vnuků. Učila je kreslení a malování akvarelových miniatur. Jan a jeho bratr se ovšem mohli také učit u místních bruselských návrhářů tapisérií.

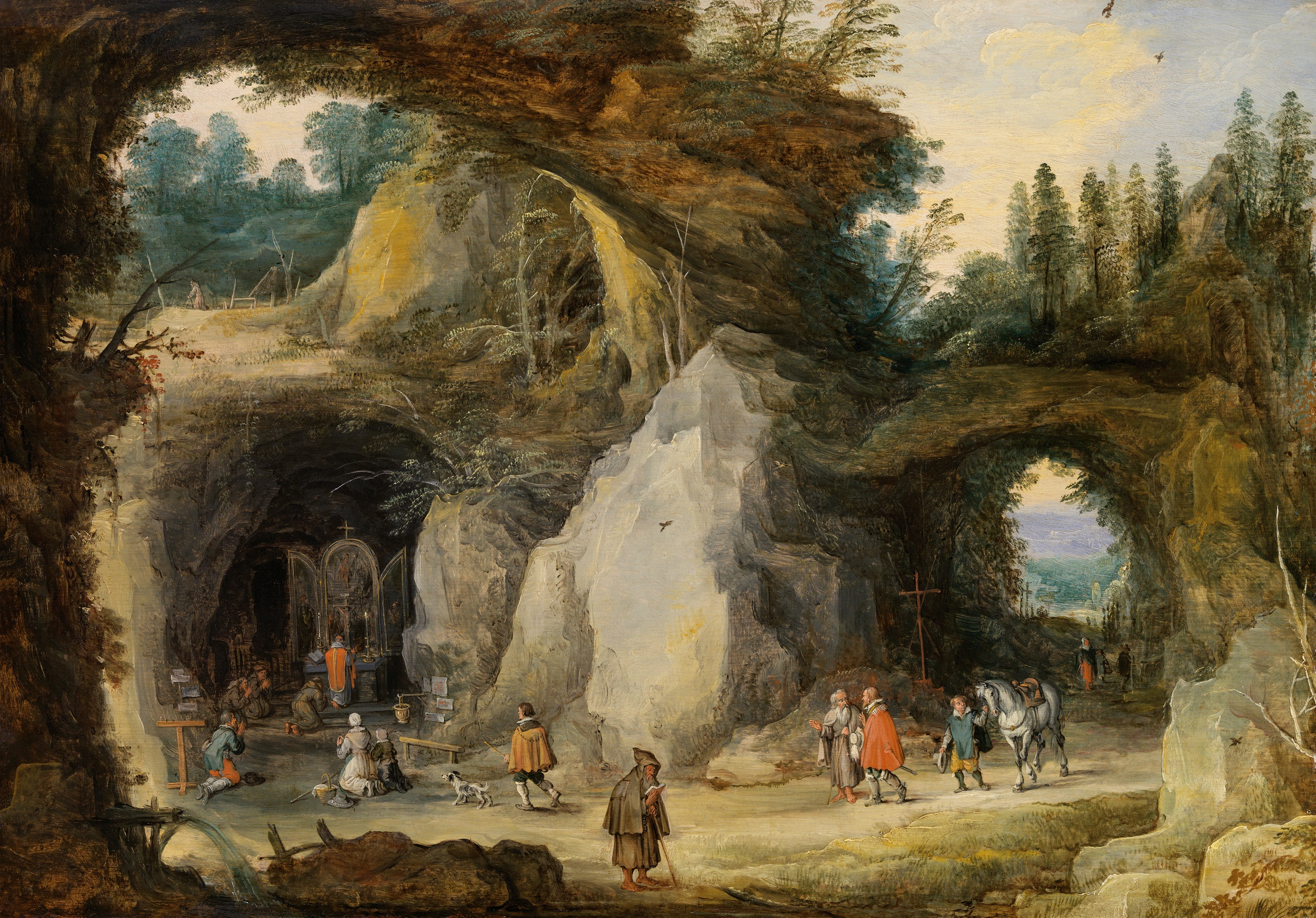
Hermés před jeskyní (Hermit before a Grotto), s Joos de Momper (II)

Jan s bratrem odešli do Antwerp studovat olejomalbu. Podle Karla van Mandera studovali u Petera Goetkinta, jenž byl důležitým obchodníkem s uměním a vlastnil velkou sbírkou obrazů. Goetkint zemřel 15. července 1583, nedlouho poté, kdy se Jan u něho začal učit. Je možné, že Jan pokračoval v dalším studiu v tomto obchodě, který dále vedla Goetkintova vdova. Bylo běžné, že vlámští malíři té doby cestovali do Itálie, aby dokončili svá studia. Stejně tak i Jan Brueghel. Nejprve jel do Kolína nad Rýnem, kde žila jeho sestra Marie se svou rodinou. Později navštívil Frankenthal, významné kulturní centrum, kde působila řada nizozemských umělců – krajinářů. Pokračoval do Neapole, poté pravděpodobně strávil nějaký čas v Benátkách. V Neapoli vytvořil od června 1590 celou řadu kreseb, které ukazují jeho zájem o krajinu a monumentální architekturu. Pracoval pro Dona Francesca Caracciolu, prominentního šlechtice, kněze a zakladatele (Clerics Regular Minor). Jan pro něho vytvářel drobné dekorativní práce. Z Neapole odešel Jan do Říma, kde žil v letech 1592 až 1594. Spřátelil se zde s Paulem Brilem. Paul Bril byl krajinář z Antverp, který se přestěhoval do Říma na konci 16. století. Spolu se svým bratrem Mathijsem Brilem maloval obrazy krajin pro mnoho římských rezidencí. Brueghel byl inspirován těmito krajinomalbami. Během svého pobytu v Římě se Jan Brueghel seznámil s německým malířem Hansem Rottenhammerem, autorem malých kabinetních obrázků na mědi. Rottenhammer maloval náboženské a mytologické kompozice, kombinující německý a italský styl, které byly vysoce ceněny. S oběma umělci Jan Brueghel spolupracoval. Maloval také akvarely historických římských památek. Obzvláště byl fascinován klenutými interiéry Kolosea. V Římě se těšil ochraně kardinála z rodiny Colonnů Ascanio Colonna. Setkal se zde s kardinálem Federicem Borromeem, který hrál důležitou roli v protireformačním hnutí a také byl zaníceným uměleckým sběratelem. Kardinál se stal Brueghelovým celoživotním přítelem a patronem. Brueghel se ubytoval v Borromeo's Palazzo Vercelli. Když se Borromeo stal v červnu 1595 arcibiskupem v Miláně, Brueghel jej následoval a stal se součástí kardinálovy domácnosti. V Miláně zůstal Brueghel rok. V roce 1596 se vrátil do Antverp, kde zůstal aktivní, s několika přerušeními, po zbytek svého života. Rok po svém návratu byl Jan Brueghel zapsán jako svobodný mistr v antverpském uměleckém sdružení Cech svatého Lukáše jako syn mistra. Umělec se oženil 23. ledna 1599 v katedrále Panny Marie v Antverpách. Nevěstou byla Isabella de Jode, dcera rytce Gerarda de Jode. Jejich syn se narodil 13. září 1601. Kmotrem jejich prvního syna byl Rubens. Tento syn později převzal otcovu dílnu a byl znám jako Jan Brueghel mladší.

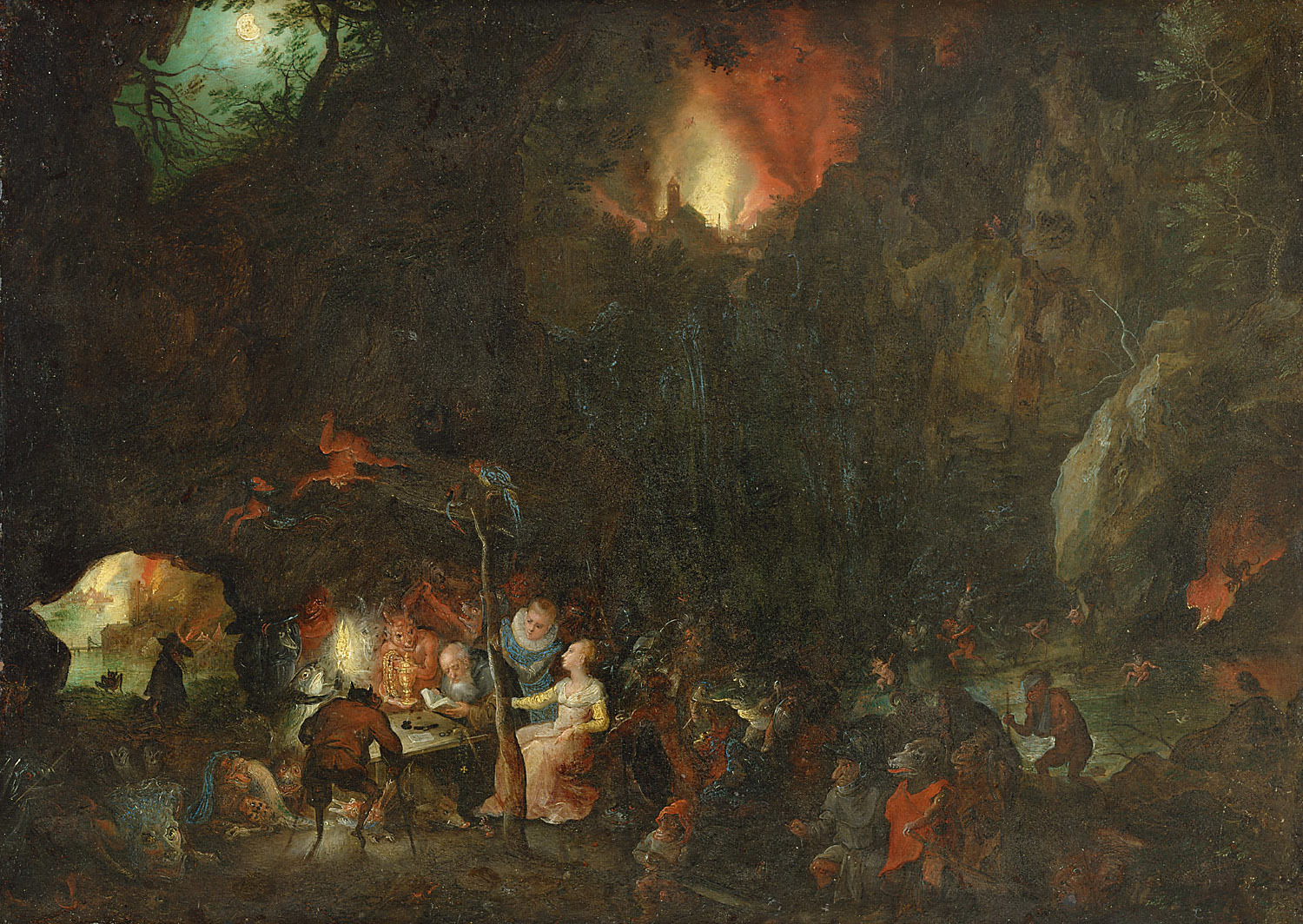
Pokušení sv. Antonína (The temptation of St Anthony)

Brueghel byl 4. října 1601 registrován v Antverpách jako Jan Bruegel, Peetersone, schilder, van Bruessele (Jan Bruegel, syn Peetera, malíř z Bruselu). V tomto roce v září byl Brueghel zvolen děkanem Cechu svatého Lukáše, ale protože nebyl občanem města Antverpy, nemohl funkci vykonávat. Teprve poté, co se Brueghel formálně zaregistroval jako občan, mohl funkci děkana sdružení přijmout. Následující rok byl děkanem zvolen znovu.

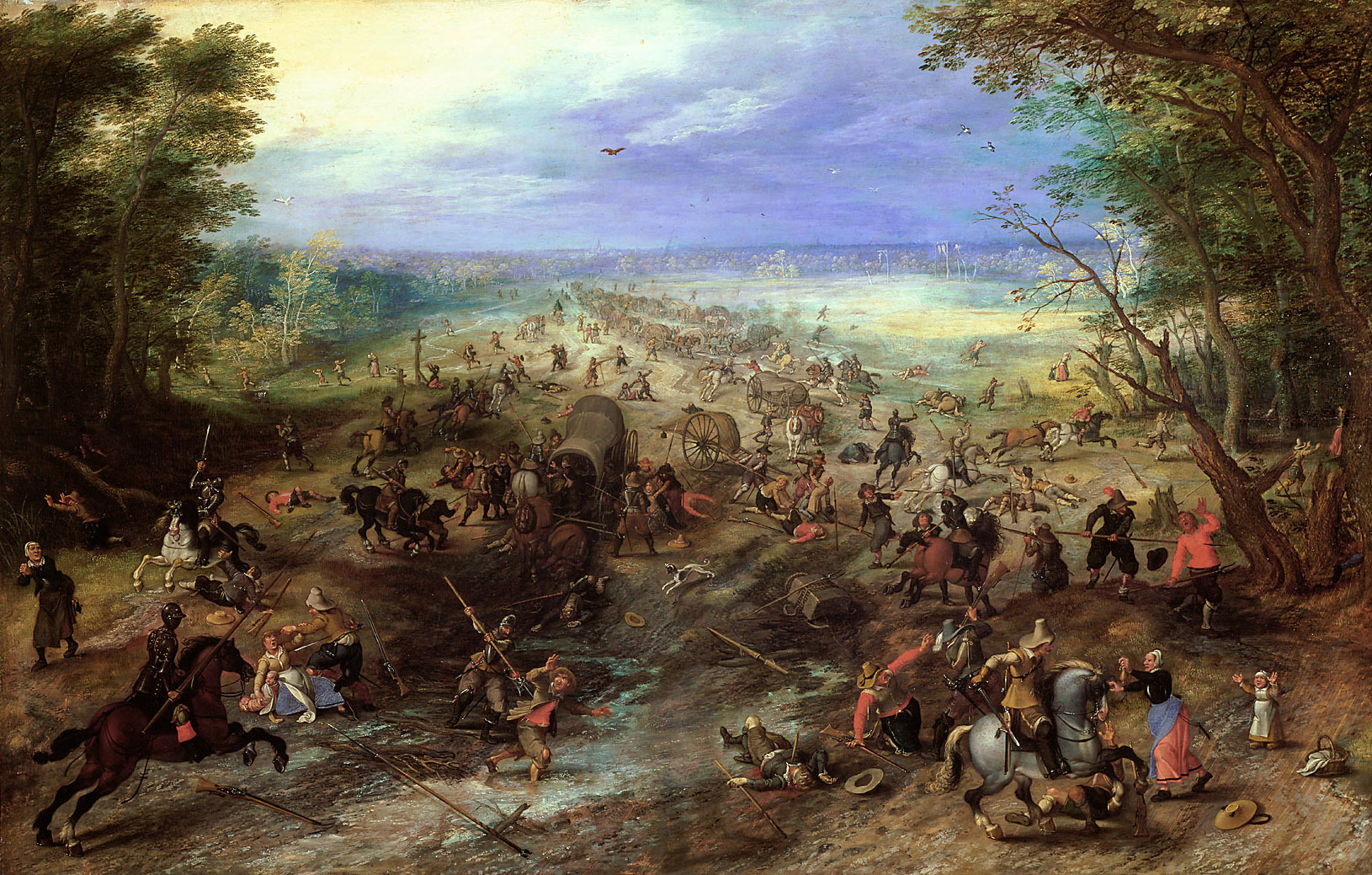
Útok na konvoj (Assault on a convoy), spolupráce se Sebastiaen Vrancxem

V roce 1603 se narodila jeho dcera Paschasia Brueghelová, které také byl kmotrem Rubens. V témže roce zemřela jeho manželka Isabella de Jode a zanechala mu dvě malé děti. Je možná příčinná souvislost mezi narozením Paschasie a smrtí Brueghelovy manželky. V létě 1604 navštívil Brueghel Prahu. Praha byla místem dvora císaře svaté říše římské Rudolfa II., který propagoval umělecké inovace. Císařský dvůr přitahoval mnoho umělců, jako byli například Bartholomeus Spranger a Hans von Aachen, kteří vytvořili nový styl, který se stal známý jako manýrismus. Po svém návratu do Antverp v září 1604 Brueghel koupil 20. září 1604 v Lange Nieuwstraat v Antverpách velký dům De Meerminne, a znovu se v dubnu 1605 oženil. Se svou druhou manželkou Catharinou van Mariënburg měl osm dětí, z nichž Ambrosius Brueghel se stal také malířem.

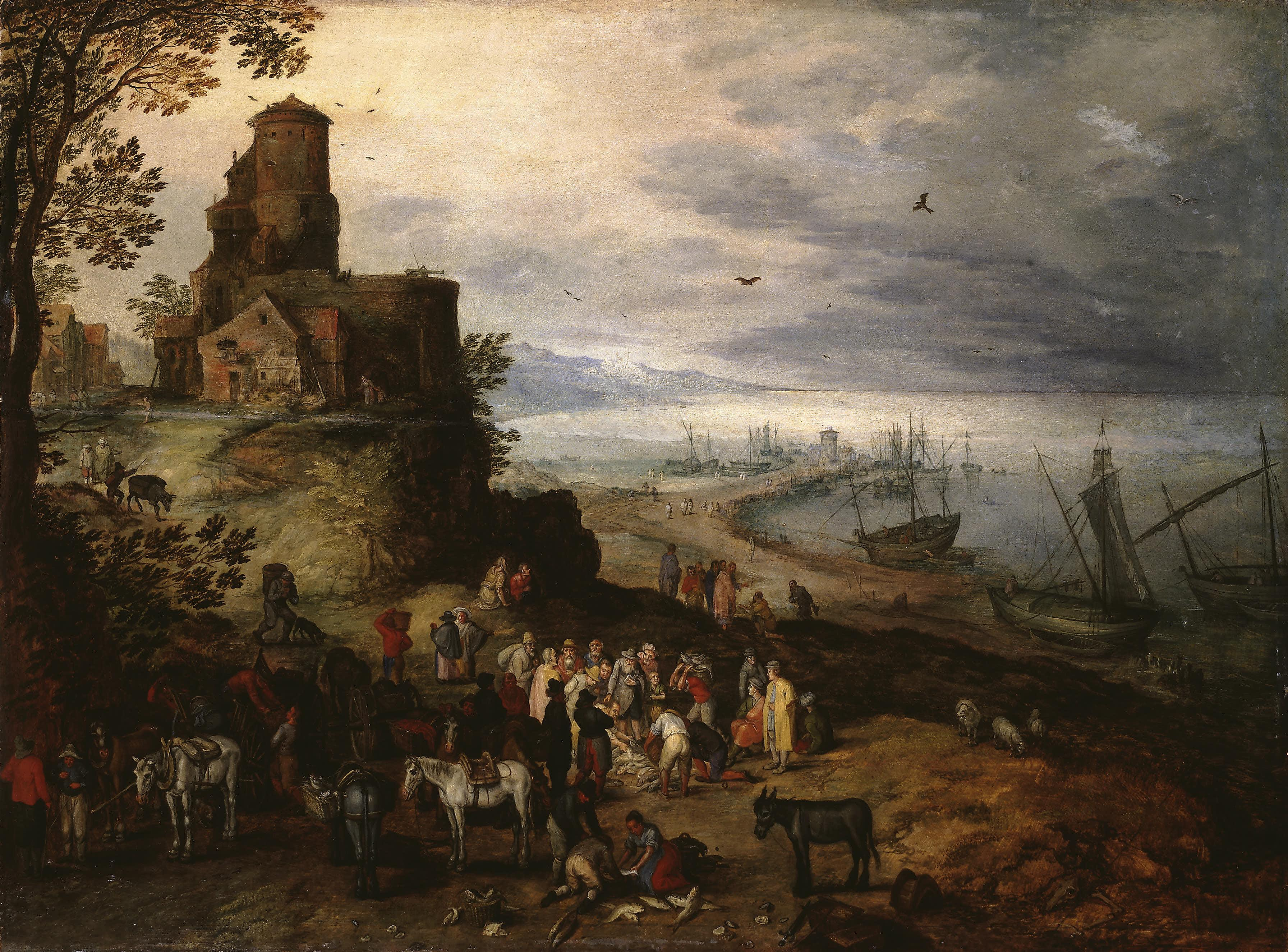
Apoštolové Petr a Ondřej (The Apostels Peter and Andrew)

Po jmenování arcivévodů Albrechta a Isabelly v roce 1606 místodržiteli v Nizozemsku pracoval Jan v Bruselu v letech 1606, 1609, 1610 a 1613, za dokončené zakázky dostal zaplaceno 3625 guldenů.

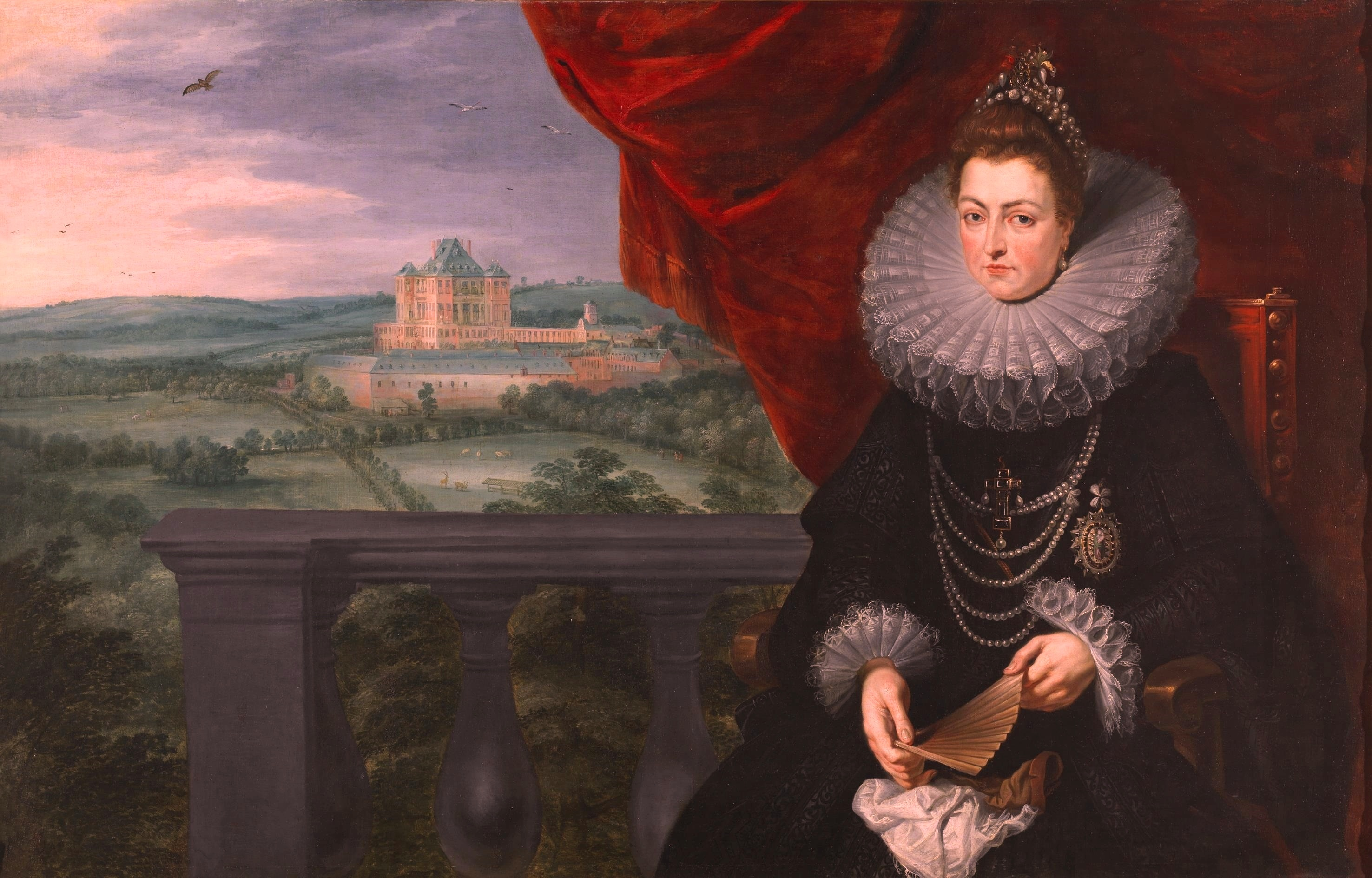
Vévodkyně Isabella (Archiduchess Isabella), spolu s Rubensem

Od října roku 1610 hrál Rubens roli zprostředkovatele mezi svým přítelem Janem Brueghelem a kardinálem. Do roku 1625 Rubens napsal za Brueghela asi 25 dopisů kardinálu Borromeovi. V dopise Borromeovi, který psal za Brueghela, píše o své osobě jako o mém tajemníkovi Rubensovi (mio secretario Rubens). V letech 1612 nebo 1613 Peter Paul Rubens maloval portrét Jana Brueghela a jeho rodiny. V roce 1613 doprovázel Brueghel Rubense a Hendricka van Balena staršího na diplomatické misi po Nizozemské republice. Zde se setkali s Hendrichem Goltziusem a dalšími umělci z Haarlemu. Když v roce 1614 projížděl Antverpami vévoda Johan Ernest van Saksen, udělal si čas na návštěvu Brueghela a Rubense v jejich ateliéru. Brueghel obdržel řadu oficiálních zakázek od magistrátu města Antverp. Čtyři své obrazy nabídl magistrát města Antverpy arcivévodovi a vévodkyni Albrechtovi a Isabelle dne 27. srpna 1615. V roce 1618 byl jedním z 12 významných malířů z Antverp, kteří byli pověřeni antverpským magistrátem, aby pro něj vytvořili sérii obrazů. Pro tuto zakázku, která zobrazuje alegorii pěti smyslů, Brueghel zorganizoval spolupráci s dalšími malíři: Rubens, Frans Snyders, Frans Francken mladší, Joe de Momper, Hendrick van Balen starší a Sebastiaen Vrancx. Obrazy byly zničeny požárem v roce 1713.

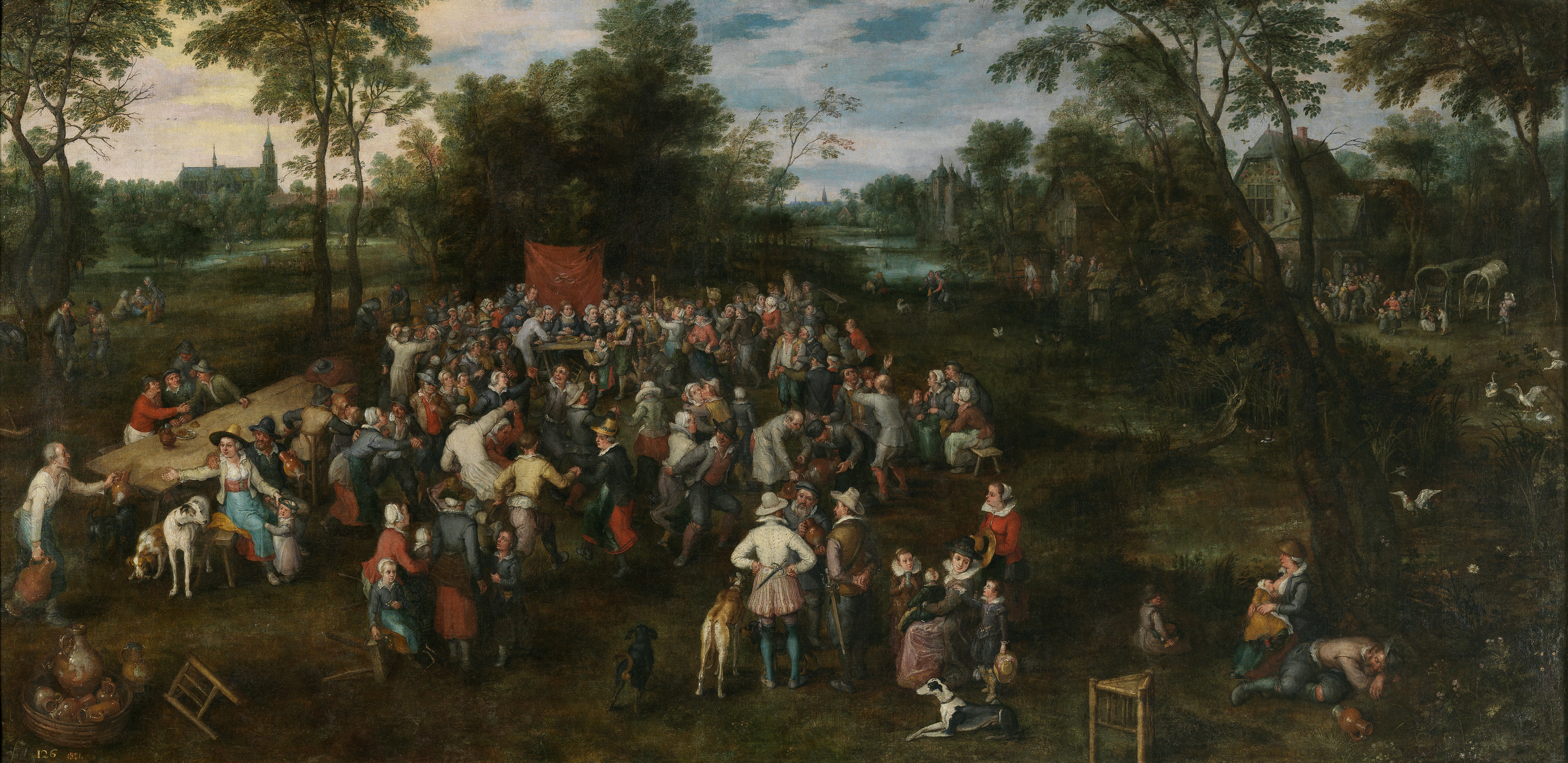
Svatební hostina (The Wedding Banquet)

Dne 9. března 1619 Brueghel koupil třetí dům Den Bock (The Billy Goat), který se nachází v Antverpském Arenbergstraatu. Když byla 6. srpna 1623 pokřtěna jeho dcera Clara Eugenia, arcivévodkyně Isabella a kardinál Borromeo byli jejími kmotry. Jan Brueghel zemřel 13. ledna 1625 v Antverpách na následky komplikací cholery. Dědictví umělce bylo rozděleno 3. června a 23. června 1627 mezi jeho manželku a děti z obou sňatků. Rubens, Paulus van Halmaele (1586–1643), Hendrick van Balen starší a Cornelis Schut (1597–1655) byli vykonavateli jeho poslední vůle. Rubens byl opatrovatelem přeživších Brueghelových dětí. Brueghel učil nejen svého syna Jana ale i Daniela Segherse. Brueghelova dcera Paschasia si vzala malíře Hieronyma van Kessela mladšího a jejich syn Jan Kessel starší studoval u Jana Brueghela mladšího. Brueghelova dcera Anna se vdala v roce 1637 za Davida Tenierse mladšího.

## Dílo
Jan Brueghel starší dosáhl vynikajícího technického mistrovství, které mu umožnilo zobrazit věci, zvířata a krajiny s pozoruhodnou přesností a vysokým stupněm dokonalosti. Měl dokonalou miniaturistickou techniku, která mu umožňovala dosáhnout přesného popisu přírody. Do vlámského umění vnesl nové podněty. Byl inovátor, který přispěl k rozvoji různých žánrů. Jeho nejznámějšími inovacemi jsou nové typy obrazů vlámského umění v 1. čtvrtletí 17. století, jako jsou květinové girlandy a zobrazení rajských krajin. Na rozdíl od současných vlámských barokních umělců, jako byl Rubens, nemaloval velké oltářní obrazy pro místní kostely. O jeho umělecké praxi není mnoho známo. Provozoval velkou dílnu, která mu umožnila vyrábět velké množství prací, které byly následně reprodukovány v jeho dílně. Po Brueghelově smrti v roce 1625 Jan Brueghel mladší převzal otcovo studio a pokračoval v běhu studia stejným způsobem. Dokládají to nejen přežívající obrazy malované ve stylu jeho otce, ale také pokračující spolupráce s takovými umělci jako Rubens a Hendrick van Balen, kteří spolupracovali i s jeho otcem. Produkce ateliéru Jana Brueghela mladšího přispěla k široké distribuci výtvorů Jana Brueghela staršího. Zatímco jeho bratr Pieter se zabýval rozsáhlou tvorbou mnoha obrazů pro trh s uměním v Antverpách, Jan Brueghel pracoval pro vybranou klientelu aristokratických patronů a sběratelů umění, maloval dražší a exkluzivní obrazy. Jeho díla, jako jsou krajinomalby, apelovala na estetické preference aristokratů, kteří milovali shromažďování takových vzácných uměleckých předmětů. Práce, často namalovaná na mědi, byly luxusním předmětem určeným nejen pro prosté potěšení z pohledu ale i k rozjímání.

## Galerie

Jan Breughel mladší
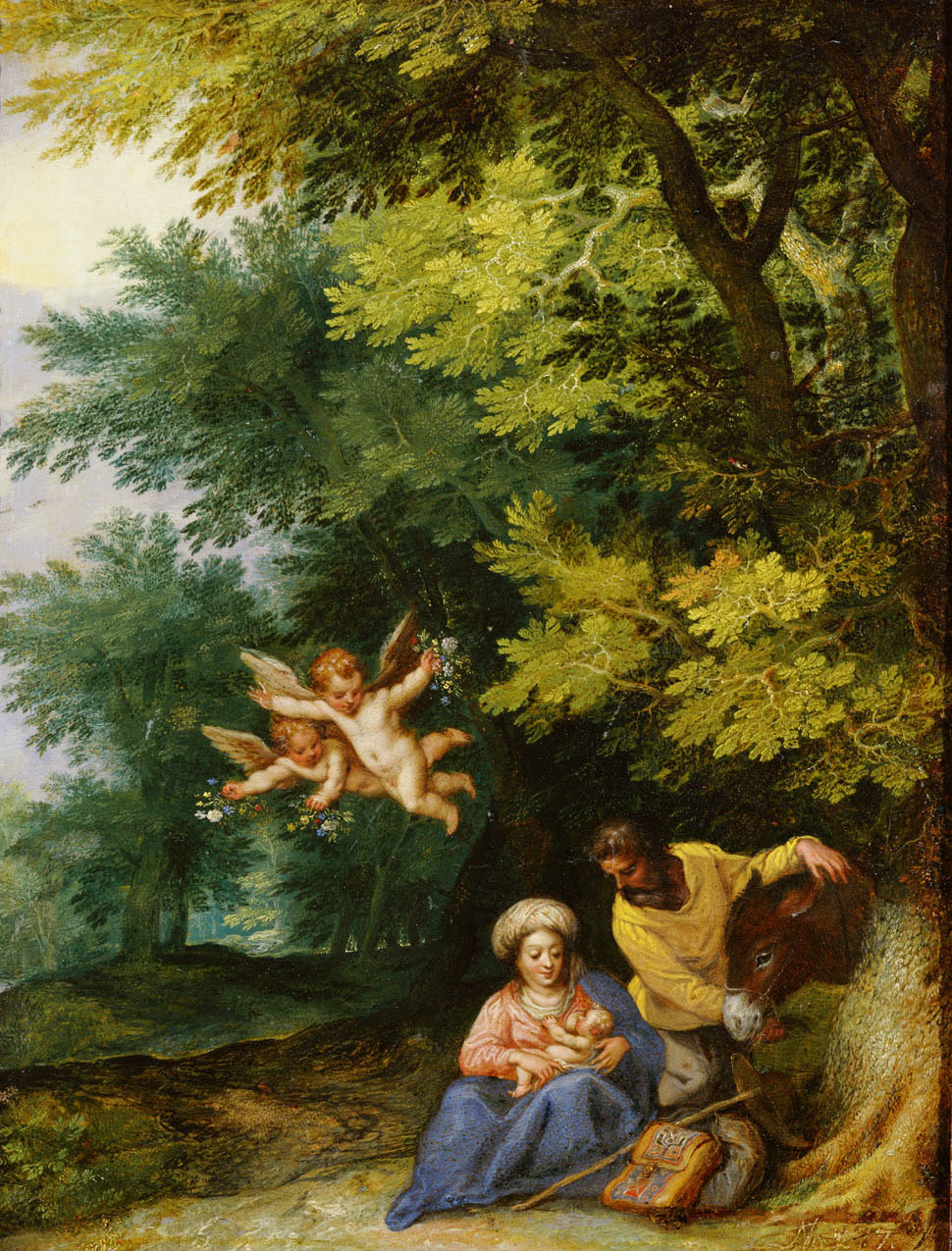
Odpočinek na útěku do Egypta (Rest on the Flight into Egypt), spolu Hansem Rottenhammerem
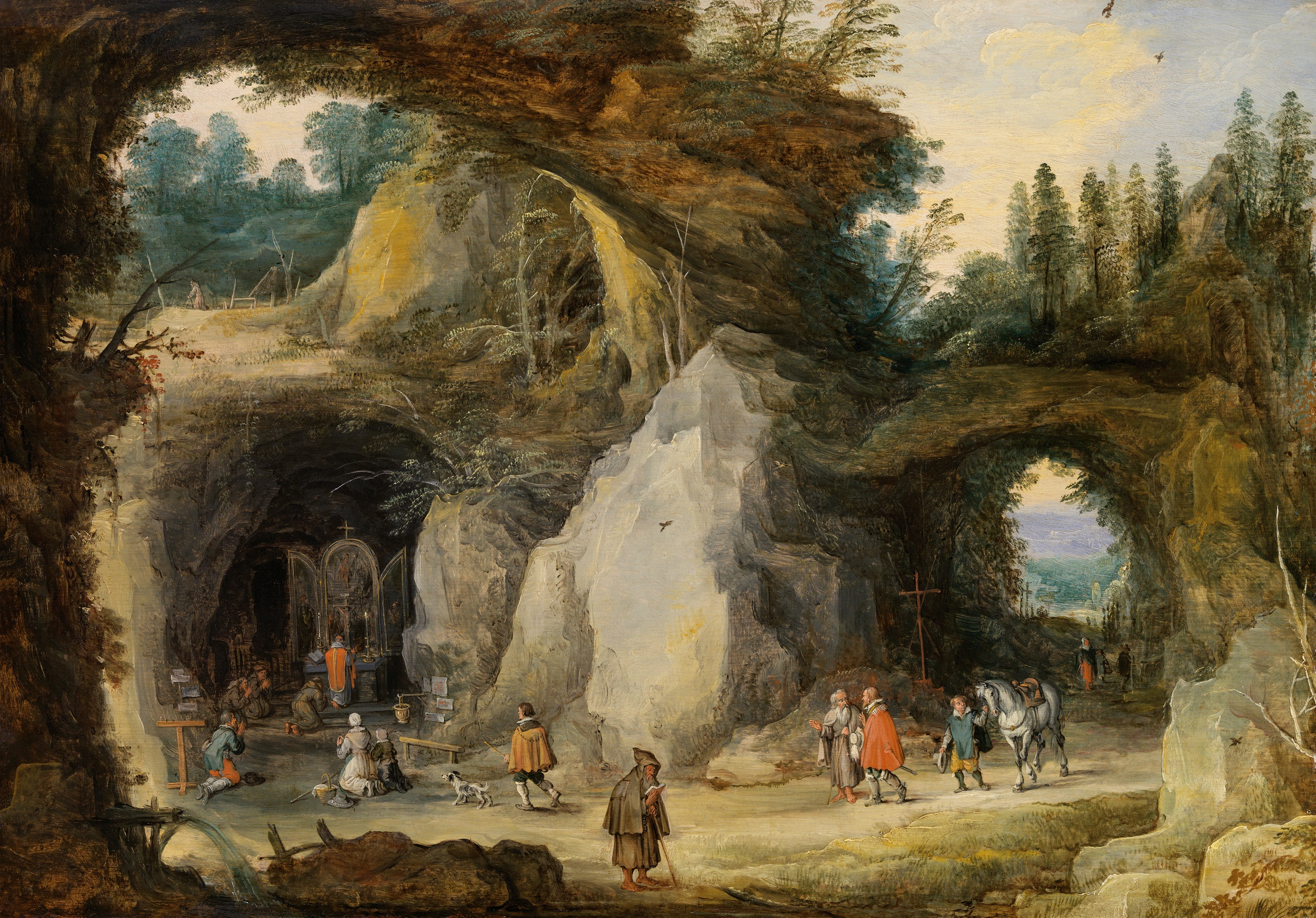
Poustevník před jeskyní (A Hermit before a Grotto) Joos de Momper mladší a Jan Brueghel starší
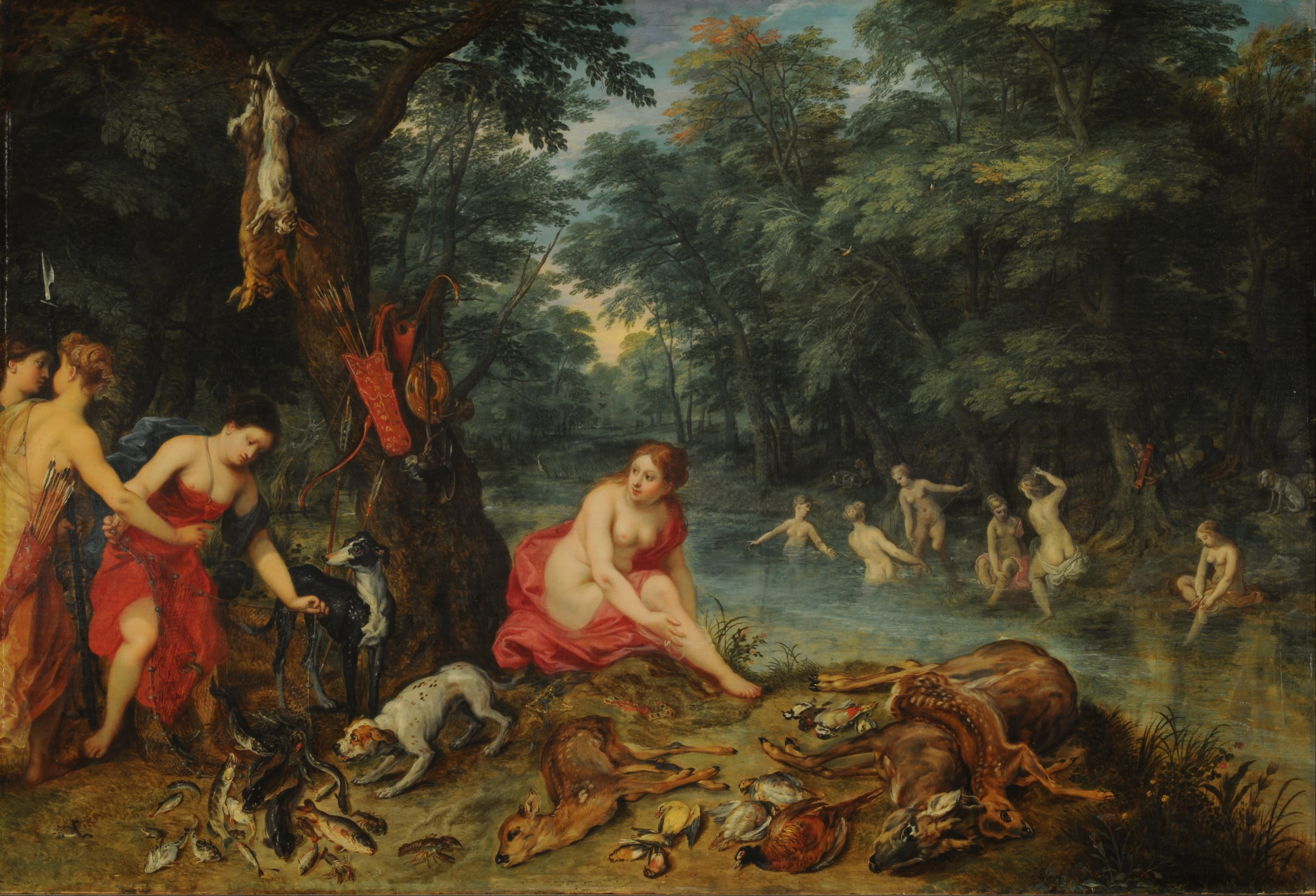
Koupající se nymfy (Bath of the Nymphs)
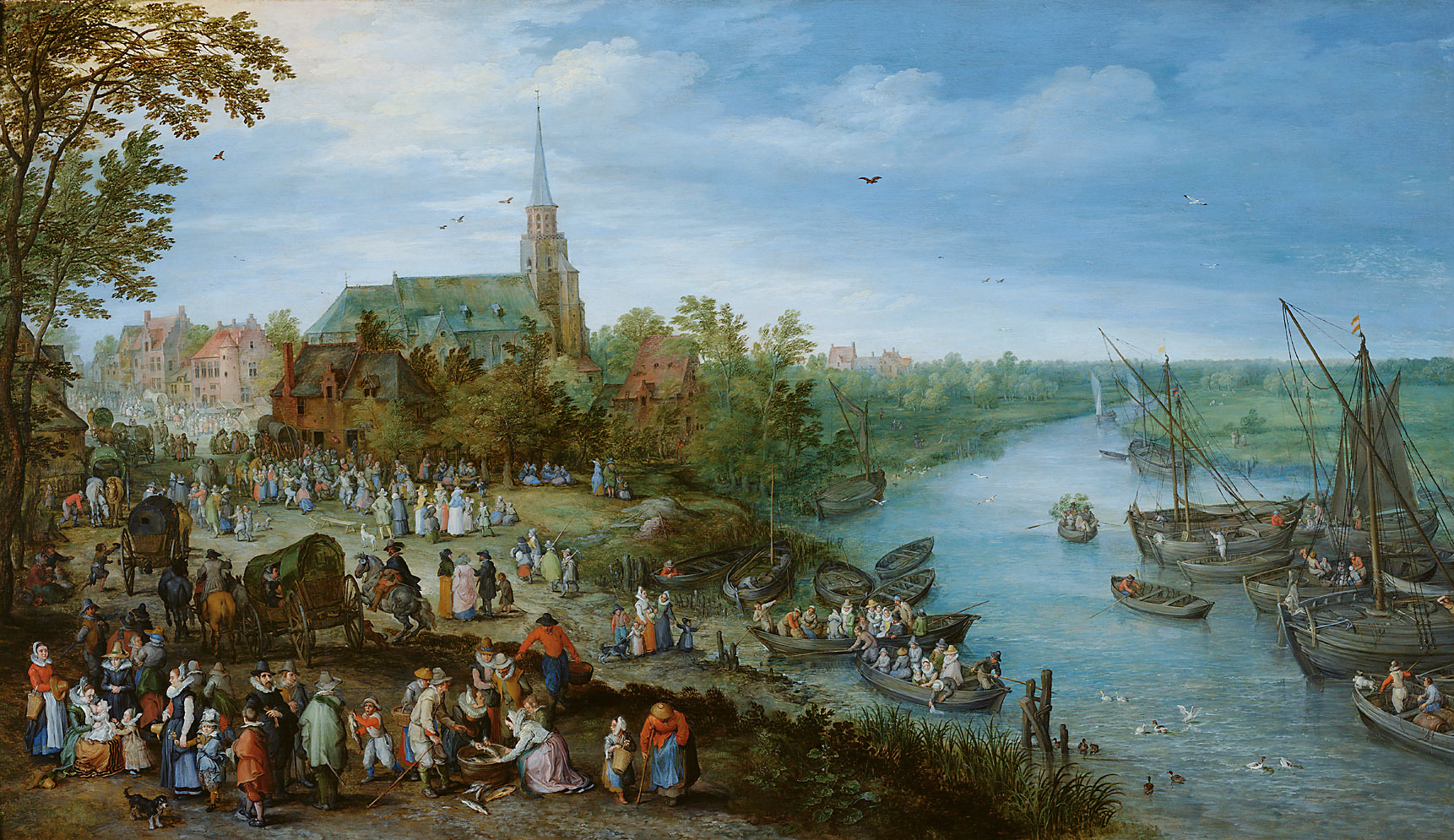
Vesnice Kermis v Schelle s autoportrétem (Village Kermis in Schelle with self-portrait)
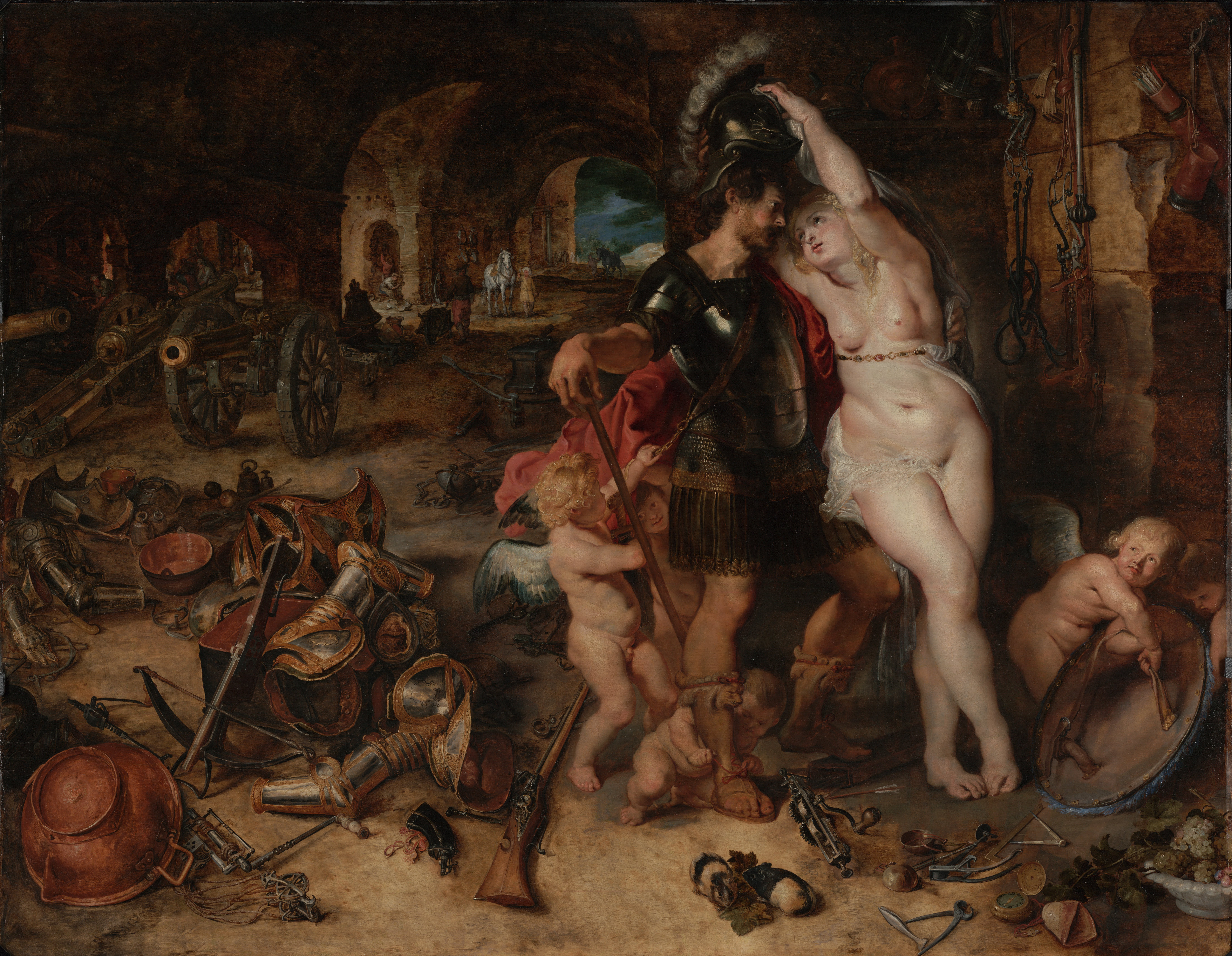
Návrat z války: Mars odzbrojen Venuší (The Return from War: Mars Disarmed by Venus) spolu s Rubensem
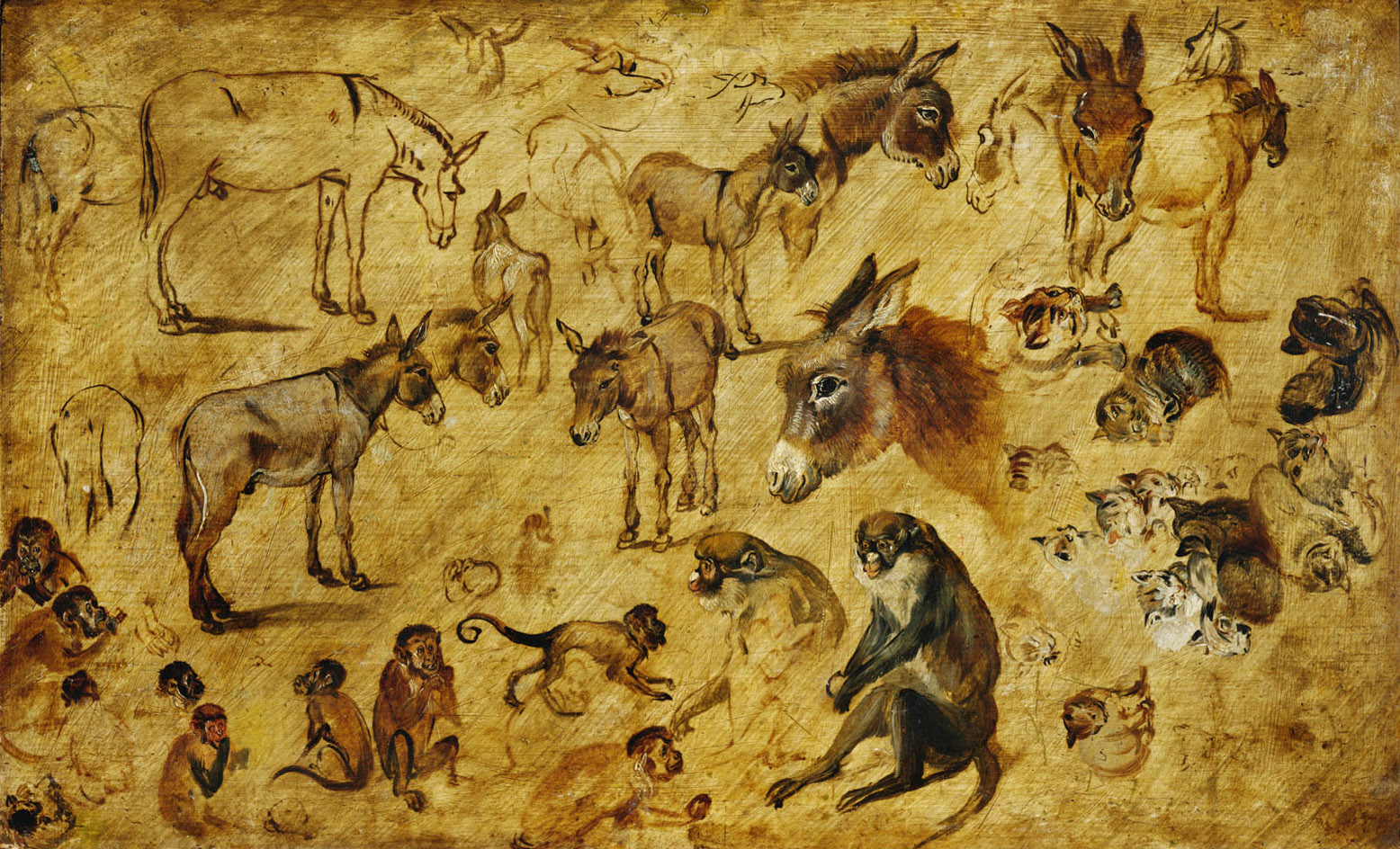
Śtudie zvířat, osli, kočky, opice (Studies of animals)

## Spolupráce

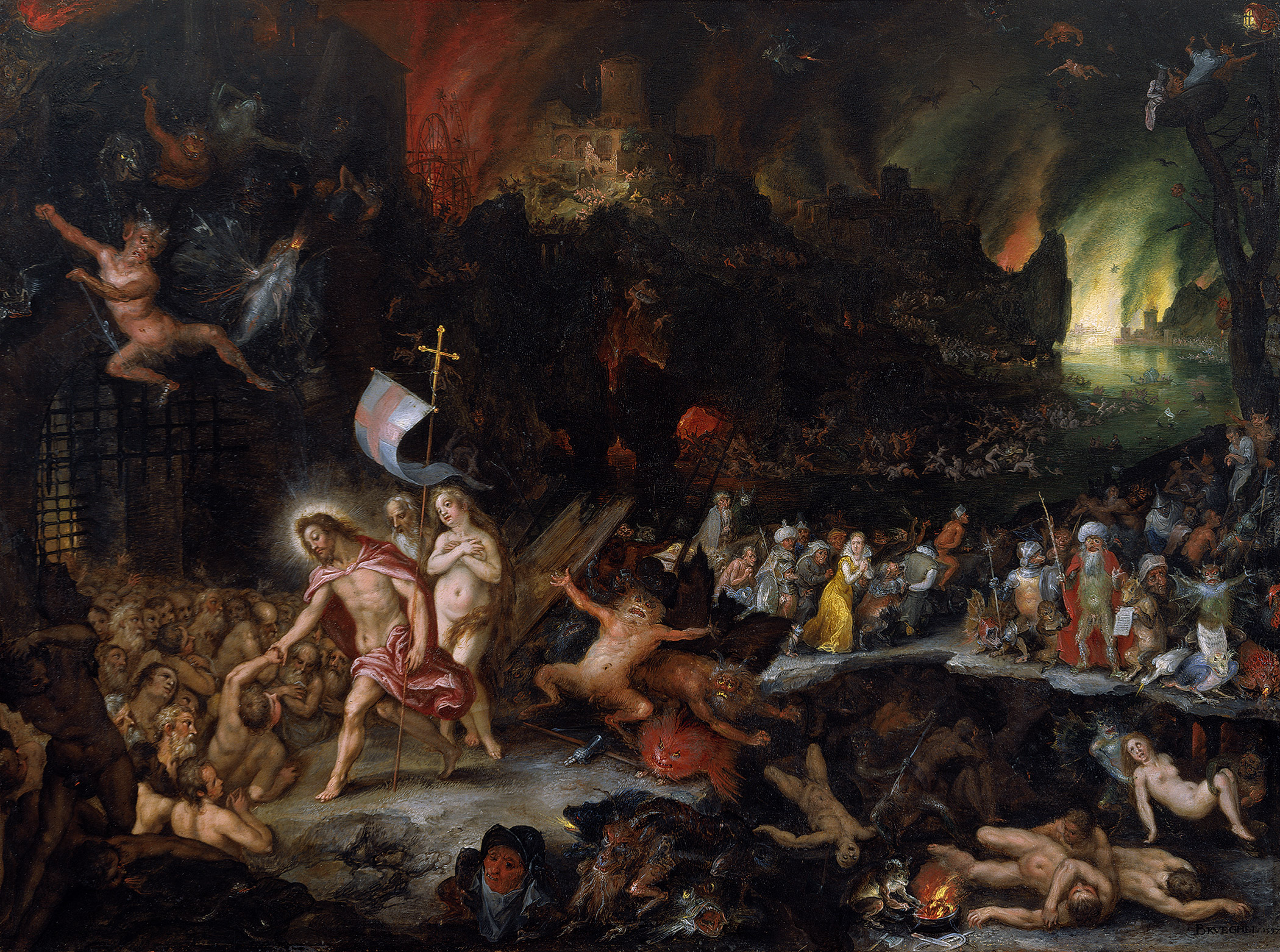
Kristus v předpeklí (Christ in Limbo), spolu s Hansem Rottenhammerem

Spolupráce umělců specializujících se na výrazné žánry byla rozhodujícím znakem umělecké praxe v Antverpách 17. století. Také Jan Brueghel, jako umělec s širokým spektrem dovedností, často spolupracoval s dalšími umělci v různých žánrech. Mezi jeho spolupracovníky patří krajináři Paul Bril a Joos de Momper, malíř architektur Paul Vredeman de Vries, malíři postav Frans Francken mladší, Hendrick de Clerck, Pieter van Avont a Hendrick van Balen. Jeho spolupráce s malířem Hansem Rottenhammerem začala v Římě kolem roku 1595 a skončila v roce 1610. Rottenhammer byl nadaný malíř postav a byl známý svou dovedností v malování aktů. Zpočátku, když oba umělci žili v Benátkách, malovali oba umělci na plátně. Po svém návratu do Antverp Brueghel pokračoval ve spolupráci s Rottenhammerem. Brueghel posílal obrazy na mědi s krajinou Rottenhammerovi do Benátek, ten namaloval postavy a vrátil práci do Antverp. V několika případech byl proces opačný. Brueghel a Rottenhammer spolupracovali nejen na krajinomalbách s postavami. Umělci společně vytvořili jeden z nejranějších obrazů květinových girland s náboženským námětem, vytvořeným pro kardinála Federica Borromeo, který zobrazuje Pannu a dítě obklopené květinovým věncem. Zatímco ve spolupráci s Hansem Rottenhammerem maloval Brueghel krajinu a Rottenhammer postavy, role se obrátili, když pracoval s Joosem de Momperem, neboť Brueghel maloval postavy do krajin namalovaným de Mompem. Příkladem jejich spolupráce je obraz Poustevník před jeskyní, kolem rok 1616. Existuje zhruba 59 známých obrazů vzniklých za spolupráce mezi Brueghelem a de Momperem, čímž se de Momper stal jeho nejčastějším spolupracovníkem. Hendrick van Balen starší byl další pravidelný spolupracovník s Janem Brueghelem. Jejich spolupráce byla zjednodušena skutečností, že od roku 1604 se oba malíři přestěhovali do Lange Nieuwstraat, což usnadnilo přenášení jejich obrazů a měděných desek tam a zpět. Dalším častým spolupracovníkem Jana Brueghela byl Rubens. V období od roku 1598 do roku 1625 oba umělci vytvořili asi 25 společných prací. Jejich první spolupráce byla na obrazu Bitva Amazonek (The Battle of the Amazons) (kolem 1598–1600). Umělci společně pracovali na vývoji žánru květinových girland s náboženskými tématy jako je Madona v květinovém věnci (Madonna in a Floral Wreath), (mezi roky 1616–1618). Dále společně vytvořili mytologické scény a alegorickou sérii představující pět smyslů. Spolupráce mezi těmito dvěma přáteli byla pozoruhodná, protože pracovali ve velmi odlišných stylech a specializacích a byli umělci se stejným postavením. Dokázali si zachovat i v těchto společných dílech individualitu svých stylů.

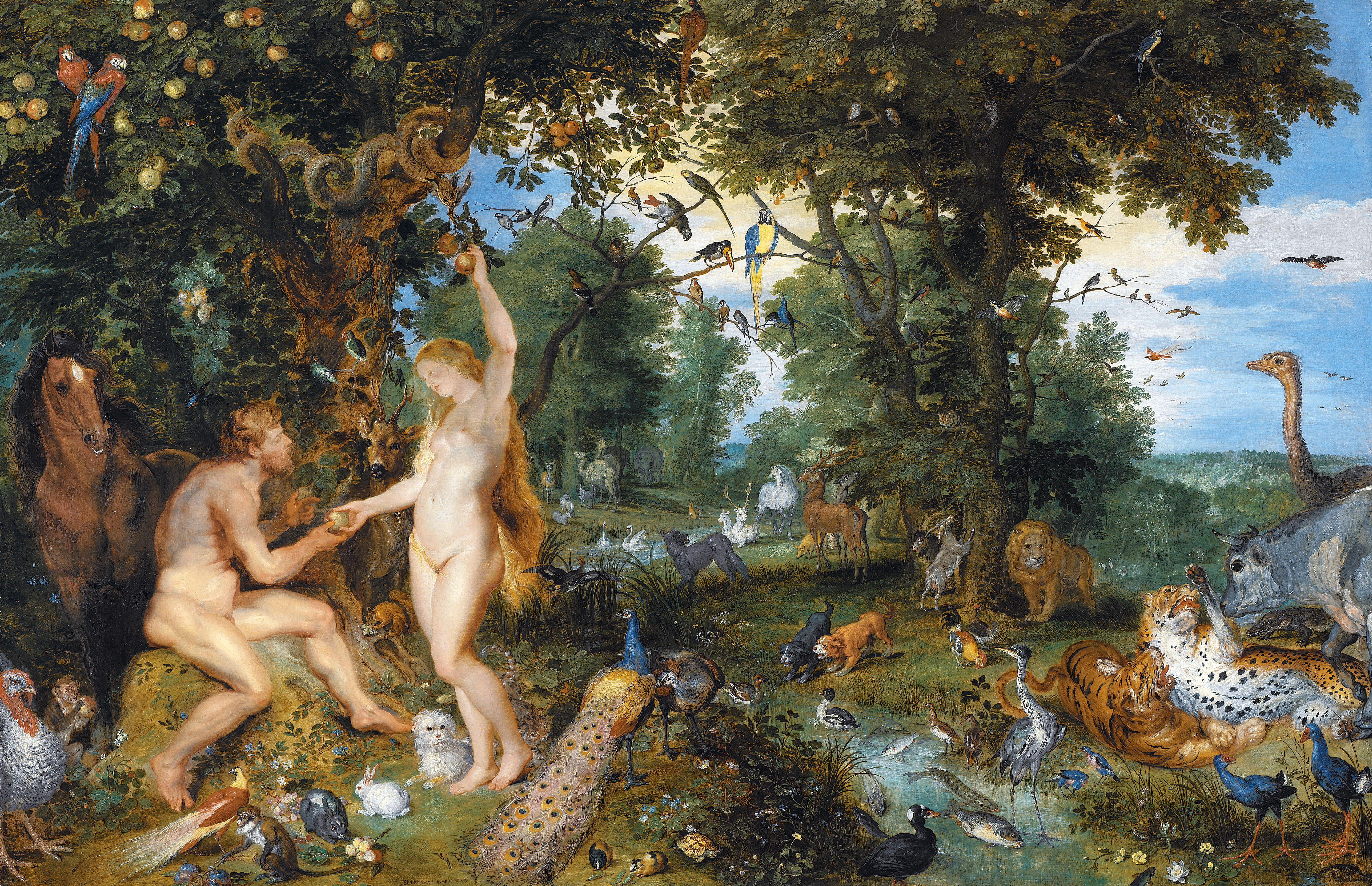
Ráj s pádem člověka (Paradise with the Fall of Man), spolu s Rubensem

Zdá se, že Brueghel byl hnací silou jejich společných prací, zejména během druhé poloviny roku 1610, kdy se jejich pracovní metoda stala efektivnější a týkala se i Rubensova ateliéru. Obvykle to byl Brueghel, který začal malovat a nechal prostor pro Rubense, který pak přidal postavy. Zdá se, že na počátku jejich spolupráce byl na obrazech nechán prostor pro práci druhého. Například na jednom z prvních společných obrazů Návrat z války: Mars odzbrojený Venuší Rubens překryl většinu pravého dolního rohu šedou barvou, aby mohl své postavy zvětšit. V pozdějších fázích se zdá, že umělci zjednodušili svou spolupráci a dohodli se na kompozici předem, takže tato pozdější díla vykazují jen málo přemaleb. Jako dvorní malíři arcivévodů jejich spolupráce odrážela touhu dvora zdůraznit kontinuitu jejich vlády s bývalými burgundskými a habsburskými panovníky a stejně tak panovníkovu zbožnost. Umělci si uvědomovali vkus dvorských kruhů upřednostňující témata, jako je lov. Byli ovšem natolik kreativní v reakci na preference dvora, že navrhli novou ikonografii a žánry, jako jsou obrazy náboženské či girlandové obrazy, které byly stejně schopné posílit oddanost a nádheru arcivévodského dvora. Tato společná umělecká díla Brueghela a Rubense byla vyhledávána sběrateli po celé Evropě.

## Ideologický kontext
Práce Jana Brueghela odráží různé ideologické proudy, které během jeho života působily v katolickém španělském Nizozemí. Katolický protireformační světový názor hrál v umělcově životě důležitou roli. V tomto pohledu na svět bylo hlavní přesvědčení, že Země a její obyvatelé jsou zjevením Boha. Umělcovo vyjádření a vědecké zkoumání tohoto božského zjevení bylo povzbuzováno a oceňováno. Breughelův přítel a patron, protireformační kardinál Federico Borromeo zvláště zdůrazňoval krásu a rozmanitost zvířecího světa. V jeho díle I tre libri delle laudi divine , které bylo publikováno posmrtně v roce 1632, napsal Borromeo: Když se díváme a pozorně studujeme stavbu a formování zvířat a jejich částí, charakteů, druhů, nedá se ani vyjádřit jak vynikající je božská moudrost, jak nezvratně byla prokázána hodnota jeho velkých skutků? Realistické zobrazení přírody Jana Brueghela ve všech jejích podobách, v květinách, krajině, zvířatech apod. byl jasný soulad s názorem, že studium božské tvorby bylo důležitým zdrojem pro poznání Boha.

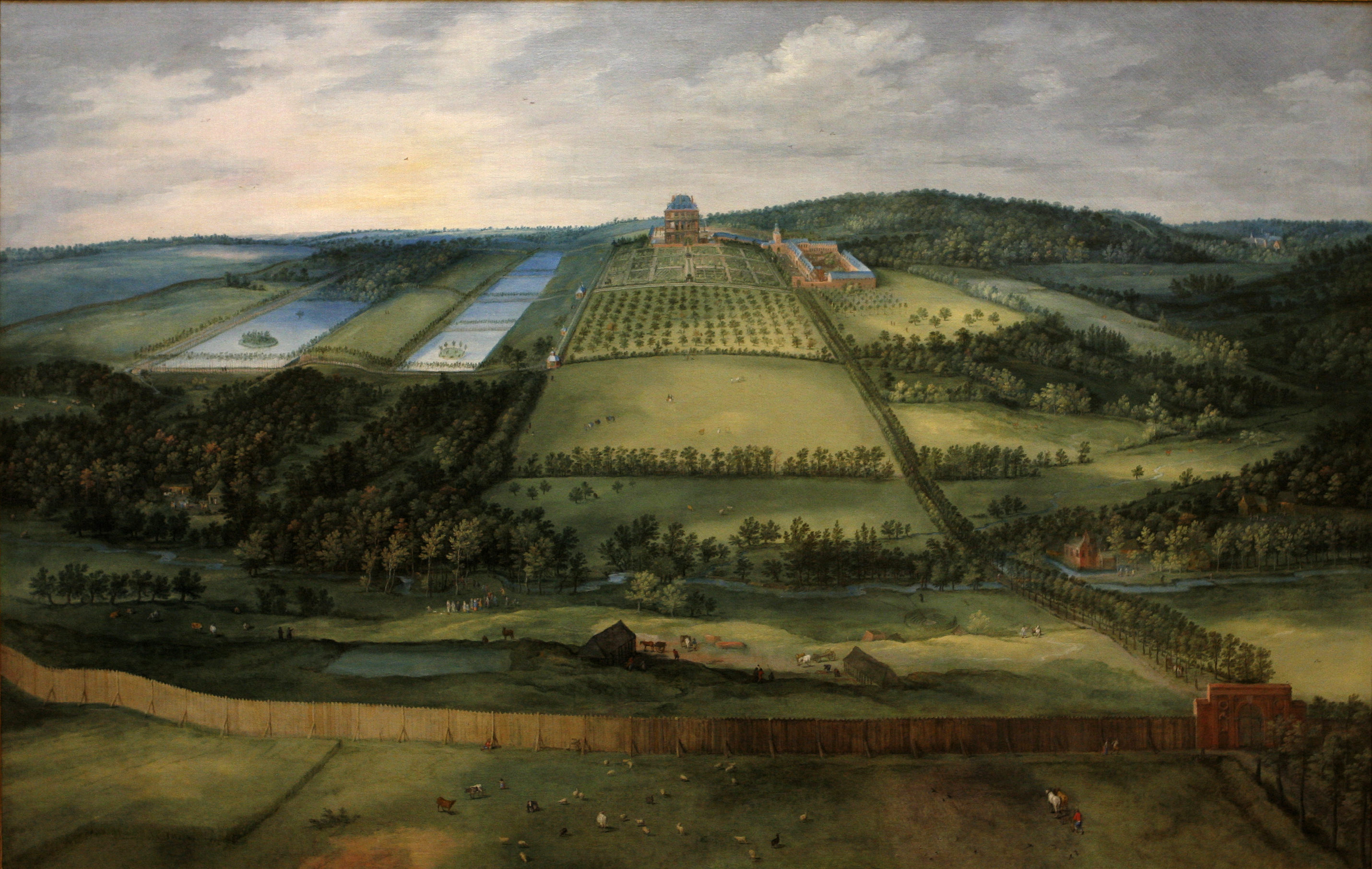
Hrad Mariemont (The Castle of Mariemont)

V době Jana Brueghela rostl zájem o studium přírody prostřednictvím empirických důkazů, na rozdíl od spoléhání se na tradici. V tomto nově objeveném přístupu hrál důležitou roli intelektuální výzkum, zvýšil se zájem o nová zvířata a exotické rostliny. To změnilo i vzhled prvních vědeckých katalogů a encyklopedií, včetně ilustrovaných přírodovědných katalogů přírodovědců ze 16. století Conrada Gesnera a Ulisse Aldrovandiho. Jejich hlavním přínosem k dějinám přírodopisu bylo vytvoření rozsáhlého systému popisu každého zvířete. Gesner umístil všechny druhy do čtyř obecných kategorií: čtyřnožců (quadruped), ptáků, ryb a hadů. Popsal zvířata v abecedním pořadí a z hlediska nomenklatury, geografického původu, způsobu života a chování. Aldrovandi zvolil jiný přístup a zvířata netřídil abecedně. Opíral se o vizuální podobnost jako klasifikační faktor. Například seskupil koně společně s analogickými zvířaty, jako je osel a mula, a rozdělil druhy do kategorií, jako jsou ptáci vodní a ptáci noční.

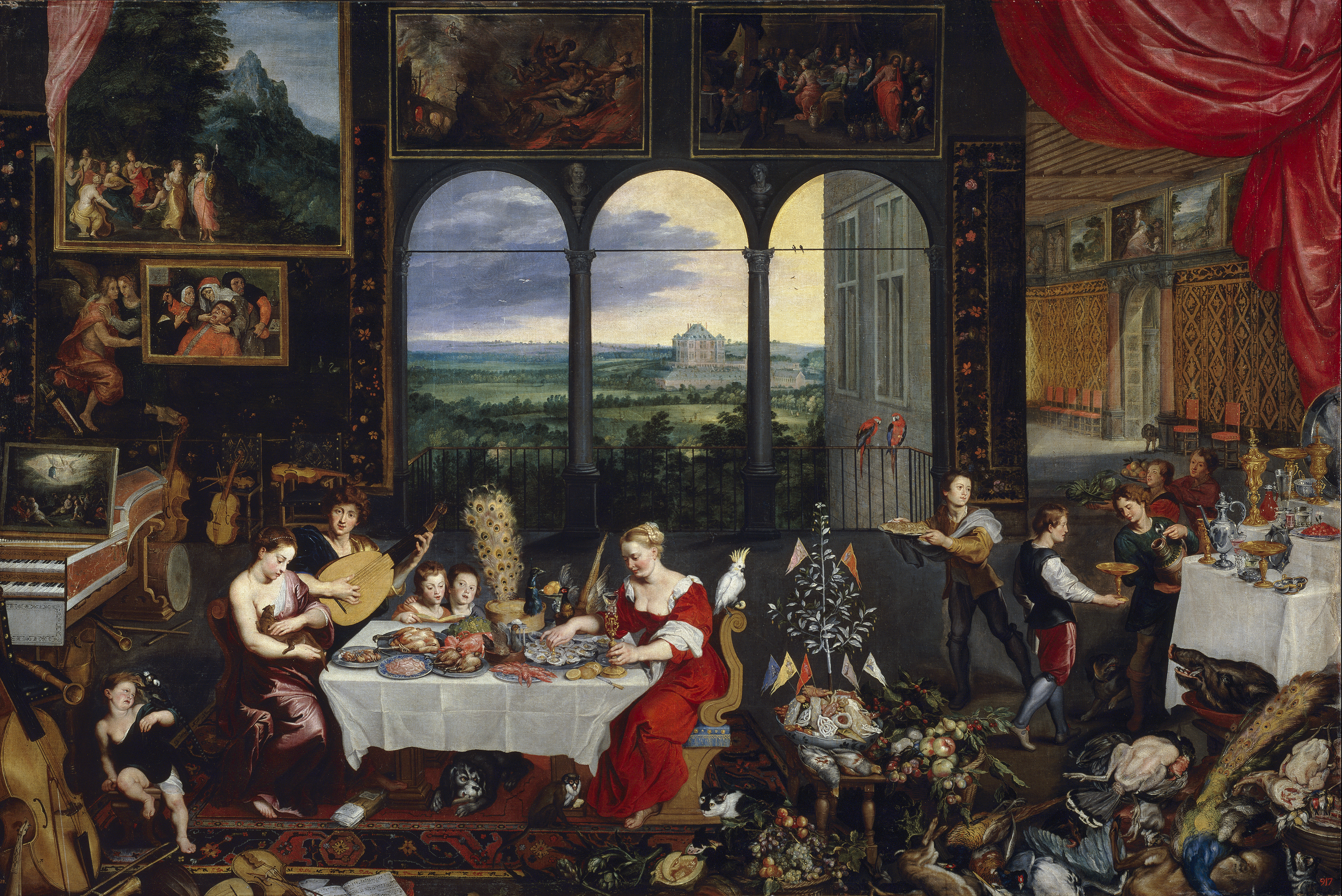
(Smysly sluch, hmat a chuť (The Senses of Hearing, Touch and Taste)

Brueghelovy práce odrážejí tento současný encyklopedický zájem o klasifikaci a uspořádání celého přírodního světa. Dokazují to jeho obrazy květin, krajin, alegorické náměty a obrazy galerií. Ve svém obraze rajské krajiny například seskupil většinu druhů podle jejich základních kategorií biologické klasifikace, jinými slovy podle hlavních skupin příbuzných druhů, které se podobají druhým, jako jsou ptáci nebo čtyřnožci. Většinu z nich dále klasifikoval do podoblastí, které se skládají z podobných morfologických a behaviorálních charakteristik. Jeho krajina ráje tak představovala vizuální katalog zvířat a ptáků, který splnil úlohu mikro-encyklopedie. Usiloval o uspořádání a klasifikaci přírody na základě empirického pozorování. Brueghel nezůstal jen u přírody. Odcestoval do Prahy, ke dvoru císaře Svaté říše římské Rudolfa II. Císař vlastnil rozsáhlé sbírky, které byly rozděleny na objekty přírodních, uměle vytvořené objekty a objekty vědecké. Brueghelovy alegorické obrazy čtyř elementů a pěti smyslů odhalují stejnou klasifikační posedlost, přičemž každý prvek nebo smysl zařazuje Brueghel jako přirozený, uměle vytvořený a vědecký. V tomto spojení oblastí umění, vědy a přírody Brueghel demonstruje své zvládnutí různých oborů. Jeho obrazy slouží stejnému účelu jako encyklopedické sbírky tím, že propojují mundus sensibilis (svět citu) a mundus intelligibilis (svět rozumu). Brueghelova posedlost klasifikací světa byla zcela v souladu s encyklopedickým vkusem dvora v Bruselu, jak dokládá jejich velká umělecká sbírka převážně vlámských obrazů zvířat, exotických druhů a jejich rozsáhlá knihovna.

### Květinové obrazy
Jan Brueghel starší byl jedním z prvních umělců v jižním Nizozemsku, kteří začali malovat kytice. Čistě květinové zátiší ukazuje květiny obvykle uspořádané ve váze nebo jiné nádobě, jako hlavní téma obrazu. Nejsou tedy pouze částí podřízenou hlavnímu námětu. Příkladem je  Zátiší květin v kameninové váze. Jan Brueghel je považován za významného přispěvatele k vznikajícímu žánru obrazů květin v umění severního Nizozemska. Pro svůj přínos k tomuto žánru dostal přezdívku Flower Brueghel. Zatímco tradiční interpretace těchto obrazů říkala, že to jsou symboly nebo alegorie se skrytými významy, je nyní běžnější interpretovat je jako pouhé zobrazení přírodního světa. Brueghelův přístup k těmto obrazům byl formován jeho touhou ukázat své dovednosti v poskytnutí realistického, téměř vědeckého vykreslování přírody.

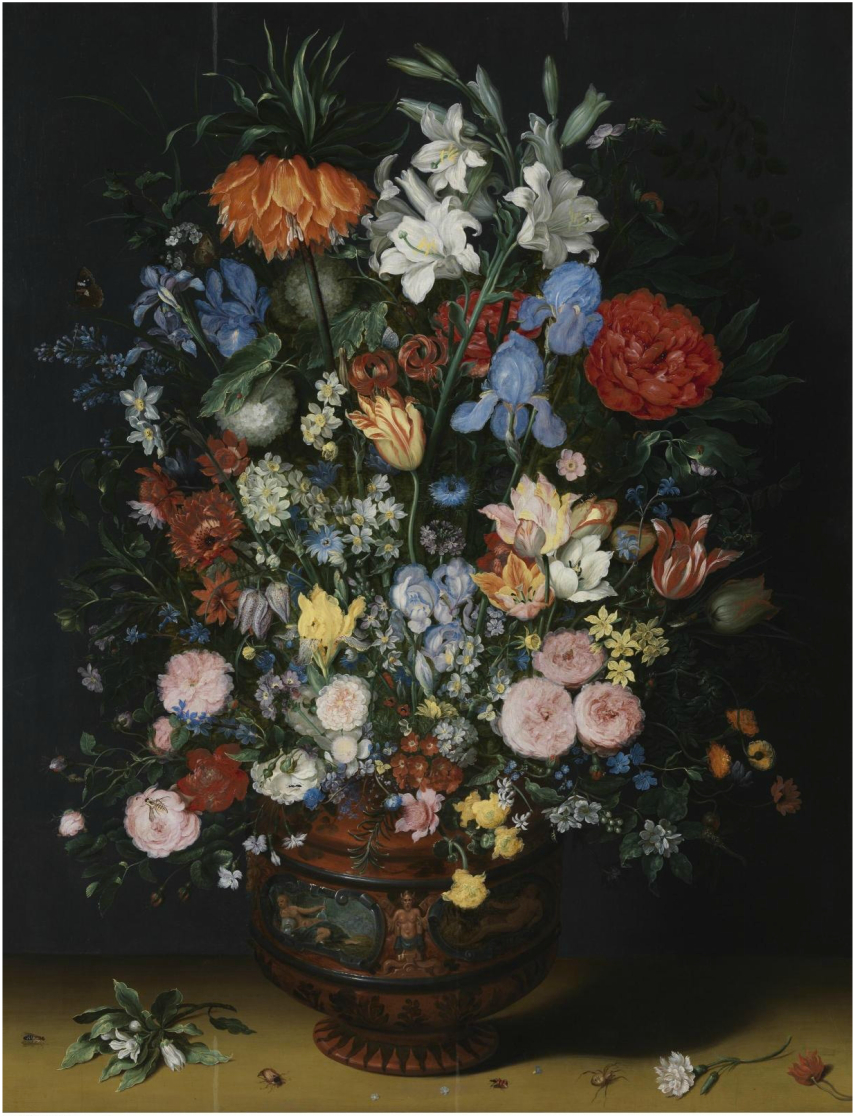
Květiny v keramické váze (Flowers in a Ceramic Vase)

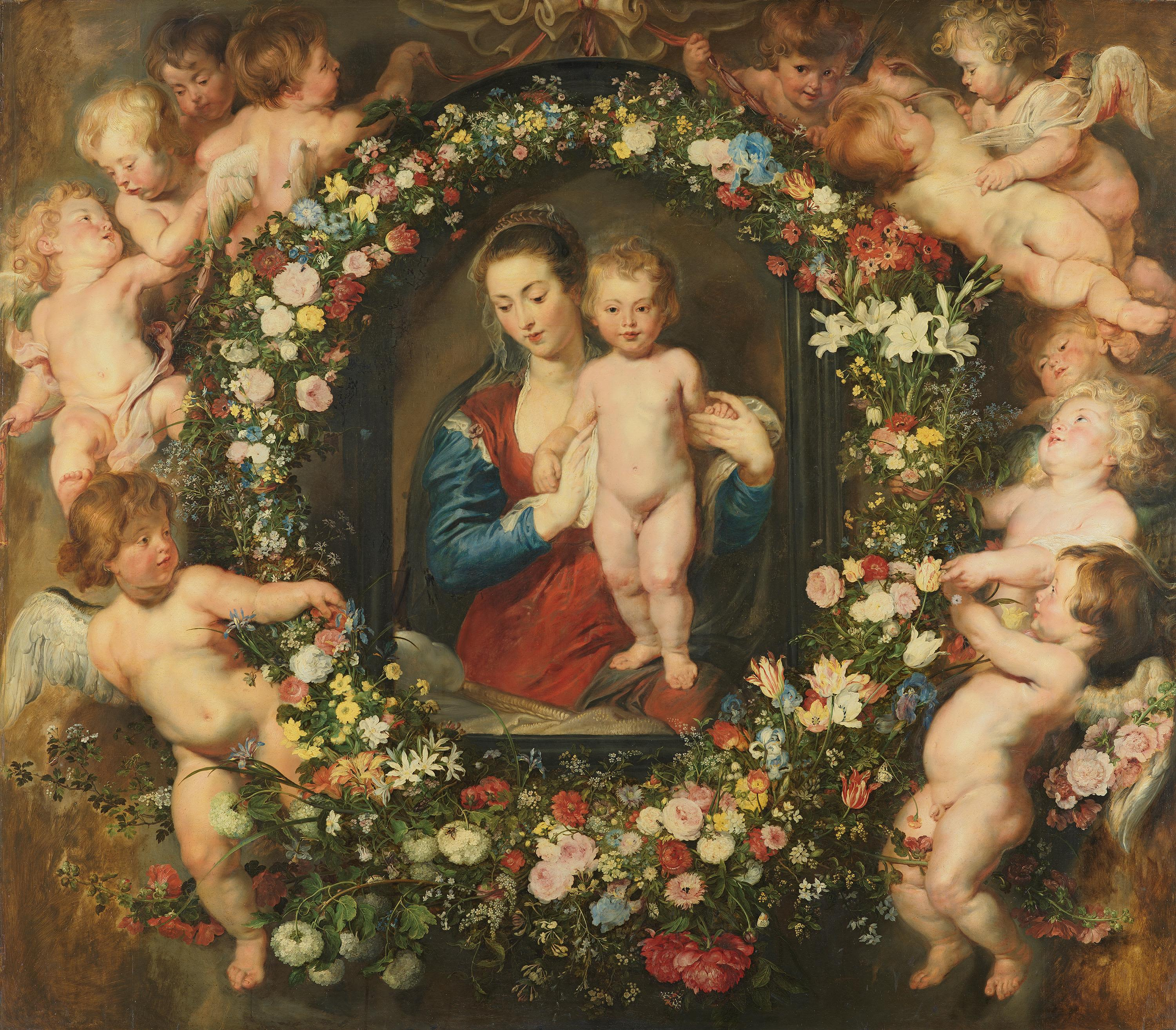
Madona ve věnci z květů (Madonna in a Floral Wreath) s Rubensem

Na počátku 17. století v Brueghelových zátiších dominují květinová uspořádání, která jsou umístěna proti neutrálnímu tmavému pozadí nebo jsou umístěny do prostého kamenného výklenku. Malé detaily jako hmyz, motýli, hlemýždi mohou být příležitostně přidány, ale jsou podřízeny hlavnímu subjektu. Přestože Brueghel vyhledával velmi vzácné květiny, do svých kytic vkládal hlavně prosté květiny, jako tulipány, kosatce a růže, které tvořily základ kytice. To mohlo být dáno jeho přáním či kompoziční úvahou. Jeho kytice byly typicky složeny z květů kvetoucích v různých ročních obdobích, takže nemohly být malovány podle modelu. Brueghel měl ve zvyku cestovat, mohl tedy malovat i květiny, které nebyly v Antverpách k dispozici, aby je mohl do svých kytic vložit. Maloval květiny s téměř vědeckou přesností. Uspořádal každou kytici tak, že se jednotlivé květiny téměř nepřekrývaly, takže jsou zobrazeny z nejlepšího pohledu a mnoho z nich je zobrazeno z různých úhlů. Květy jsou uspořádány podle velikosti, menší v dolní části kytice, větší, jako jsou tulipány, chrpy, pivoňky a rudé růže v centru a velké květiny, jako jsou bílé lilie a modré kosatce, na vrcholu kytice. Toto uspořádání je vidět na obraze Květiny v keramické váze (kolem 1620). Váza, ve které jsou květiny uspořádány, je vyzdobena reliéfními motivy. Dva ovály - oddělené fantastickou postavou - ukazují nalevo Amphitrite, bohyni moře z řecké mytologie, a Ceres, římskou bohyni plodnosti, napravo. Tyto dvě bohyně byly typicky používány v alegorických reprezentacích čtyř elementů symbolizujících vodu a zemi. Dva ovály na té části vázy, která není vidět, zobrazují boha Vulkána, který byl spojován s ohněm a Apolla, který byl spojován se vzduchem. Brueghel často opakoval stejné motivy ve svých obrazech květů. Přesto dokázal dát každému dílu pozoruhodnou svěžest a vitalitu.

### Girlandové obrazy
Jan Brueghel starší hrál klíčovou roli v rozvoji žánru girlandových obrazů. Pro girlandové obrazy je typický květinový věnec kolem devocionálie nebo portrétu. Spolu s Hendrichem van Balenem namaloval mezi roky 1607–1608 první známý girlandový obraz pro italského kardinála Federica Borromea, vášnivého sběratele umění a katolického reformátora. Borromeo požádal o obraz, který by reagoval na ničení obrazů Panny Marie v předchozím století a spojil tak kardinálovy zájmy o katolickou reformu a o umění. Brueghel, specialista na zátiší, namaloval květinový věnec, zatímco van Balen, malíř specializovaný na postavy, byl zodpovědný za obraz Panny Marie.

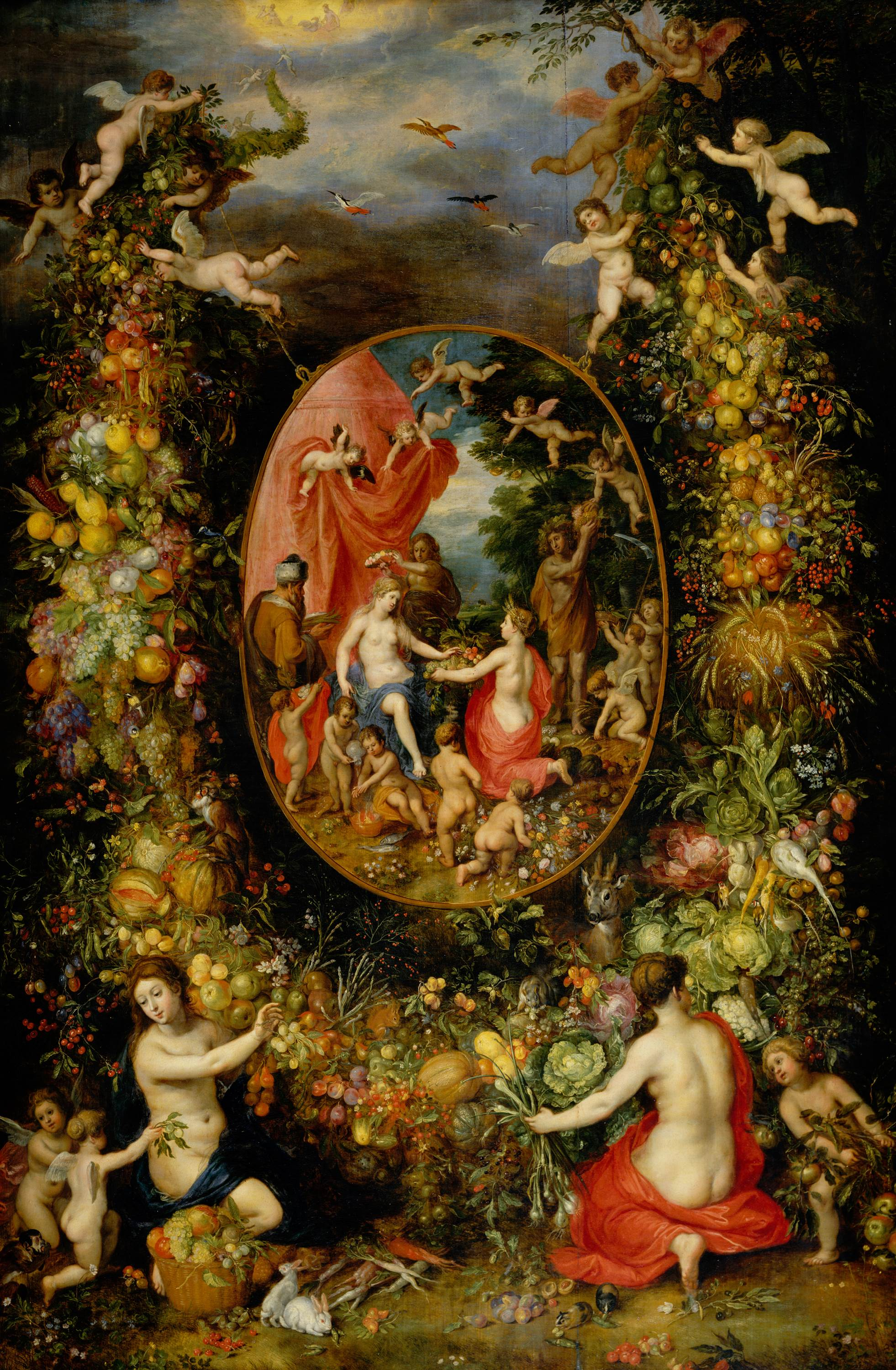
Girlanda z ovoce obklopující zobrazení Cybele při přijímání darů jako personifikace čtyř ročních období (Garland of Fruit surrounding a Depiction of Cybele Receiving Gifts from Personifications of the Four Seasons)

Žánr girlandových obrazů se inspiroval kultem úcty a oddanosti k Marii, matce Ježíše Krista. Tento kult byl obzvláště silný na habsburském dvoře, na dvoře v jižním Nizozemsku a v Antverpách obecně. Tento žánr byl zpočátku spojen s obrazy protireformačního hnutí. Girlandové obrazy obvykle vznikaly na základě spolupráce malíře zátiší a malíře postav. Brueghelovými spolupracovníky na girlandových obrazech byli Rubens, Frans Francken mladší a Pieter van Avont. Příkladem společného girlandového malířství Janem Brugelem starším a Rubensem je Madonna v květinovém věnci (Madonna in Floral Wreath).

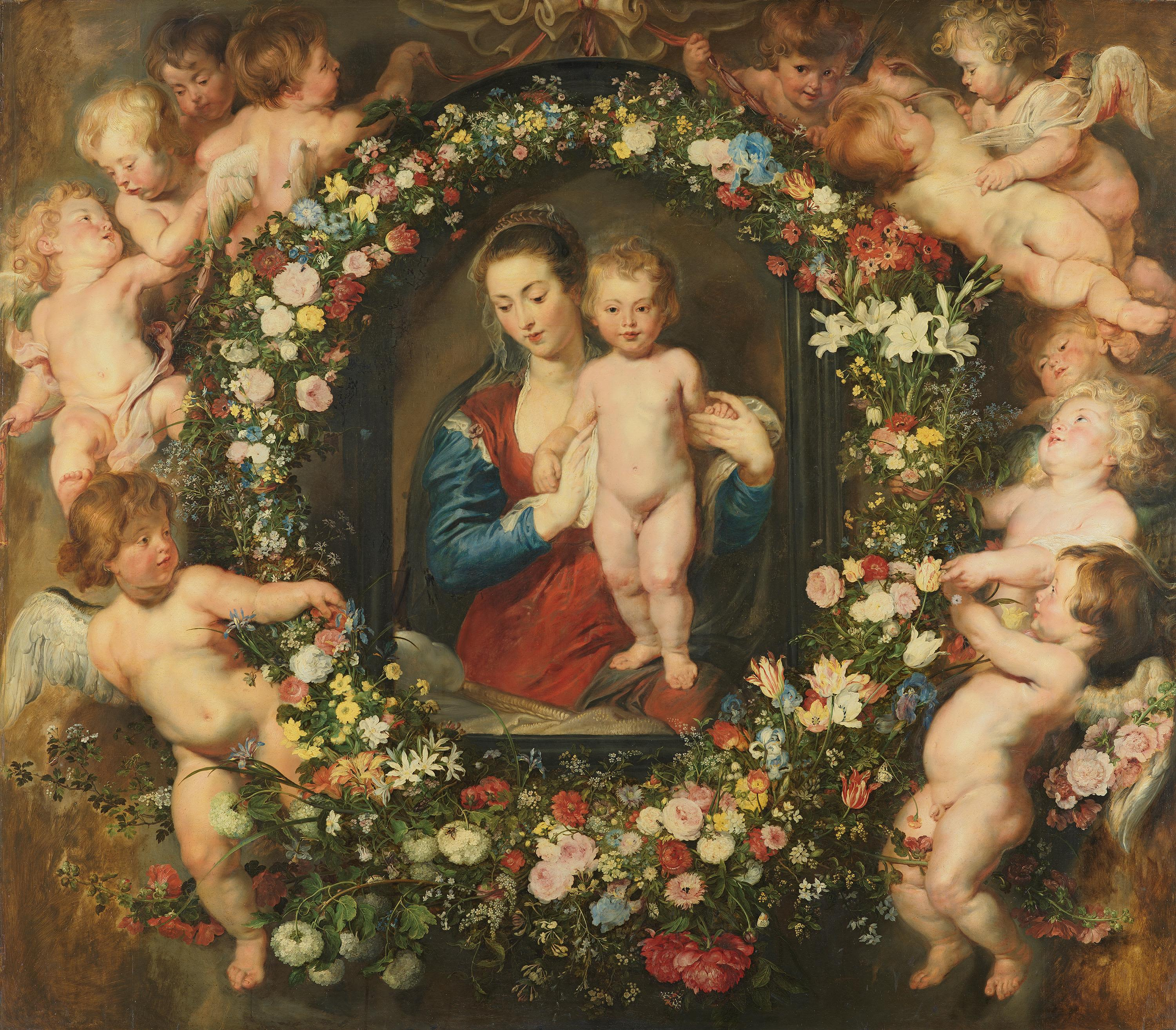
Peter Paul Rubens, Madonna v květinovém věnci (Madonna in Floral Wreath), 1621

Příkladem spolupráce na girlandových obrazech je dílo, které vytvořil s Hendrickem van Balenem: Girlanda z ovoce obklopující bohyni, která přijímá dary z personifikace čtyř sezón (Garland of Fruit surrounding a Depiction of a Goddess Receiving Gifts from Personifications of the Four Seasons). Existují dvě verze obrazu, jedna v Haagu, druhá v kolekci muzea Prado. Obě verze jsou považovány za originály, ale malé rozdíly mezi nimi naznačují, že obraz v kolekci Belfius je původní verze. O medailonu v centru se tradičně předpokládá, že zobrazuje Cybele, starověkou frygickou bohyni země a přírody, což bylo popsáno v roce 1774 při katalogizaci sbírky prince oranžského William V. v Haagu. Nedávno se objevila nová personifikace postavy v oválu, byla identifikována jako římská bohyně Ceres, bohyně zemědělství, obilí, plodnosti a mateřství. Důvodem je, že bohyně v medailonu nemá žádný z atributů tradičně spojených s Cybele. Kolem medailonu je namalován věnec květin, zeleniny a ovoce – pocta bohyni a dík za bohatství a plodnost. Van Balen namaloval medailon, zatímco Brueghel maloval obrovský věnec, okolní postavy a početné živočichy.

### Jan Brueghel – krajinář

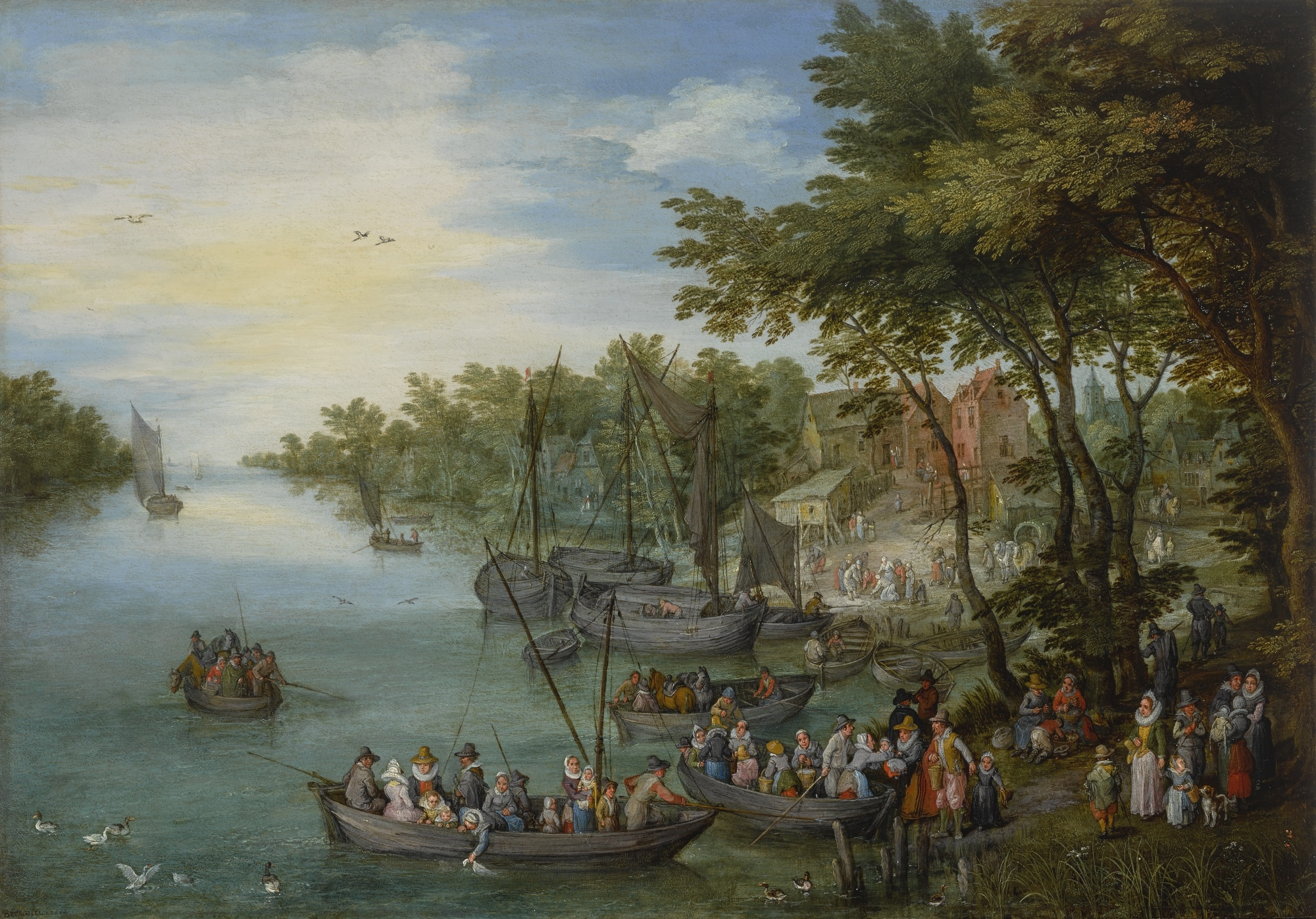
Říční břeh (River bank)

Otec Jan Brueghela, Pieter Brueghel starší, je považován za významného novátora krajinného umění. Zavedením většího naturalismu do svých alpských horských prostředí se jeho otec zasloužil o rozšíření tradice zobrazování světových krajin. O vzestup žánru se zasloužil Joachim Patinir. Některé obrazy Pietera Brueghela staršího předznamenaly oblibu obrazů lesní krajiny, obrazů s vesnickými scénami a vnesl vlámský pohled na exotické výjevy hor a údolí řek. Jan Breueghel rozvíjel otcův styl, kompozici krajiny, postav cestujících po silnici, která ubíhá do dálky. Zdůraznil perspektivu tak, že mírně zmenšil měřítko postav v popředí, postav středních a vzdálených. Pro zdůraznění dojmu perspektivy, postupně používal různé tóny hnědé, zelené a modré barvy pro ještě větší charakterizaci hloubky prostoru. Jeho kompozice krajiny s důrazem na hloubku prostoru je vyvážena pozorností k postavám rolníků a jejich činnostem v popředí.

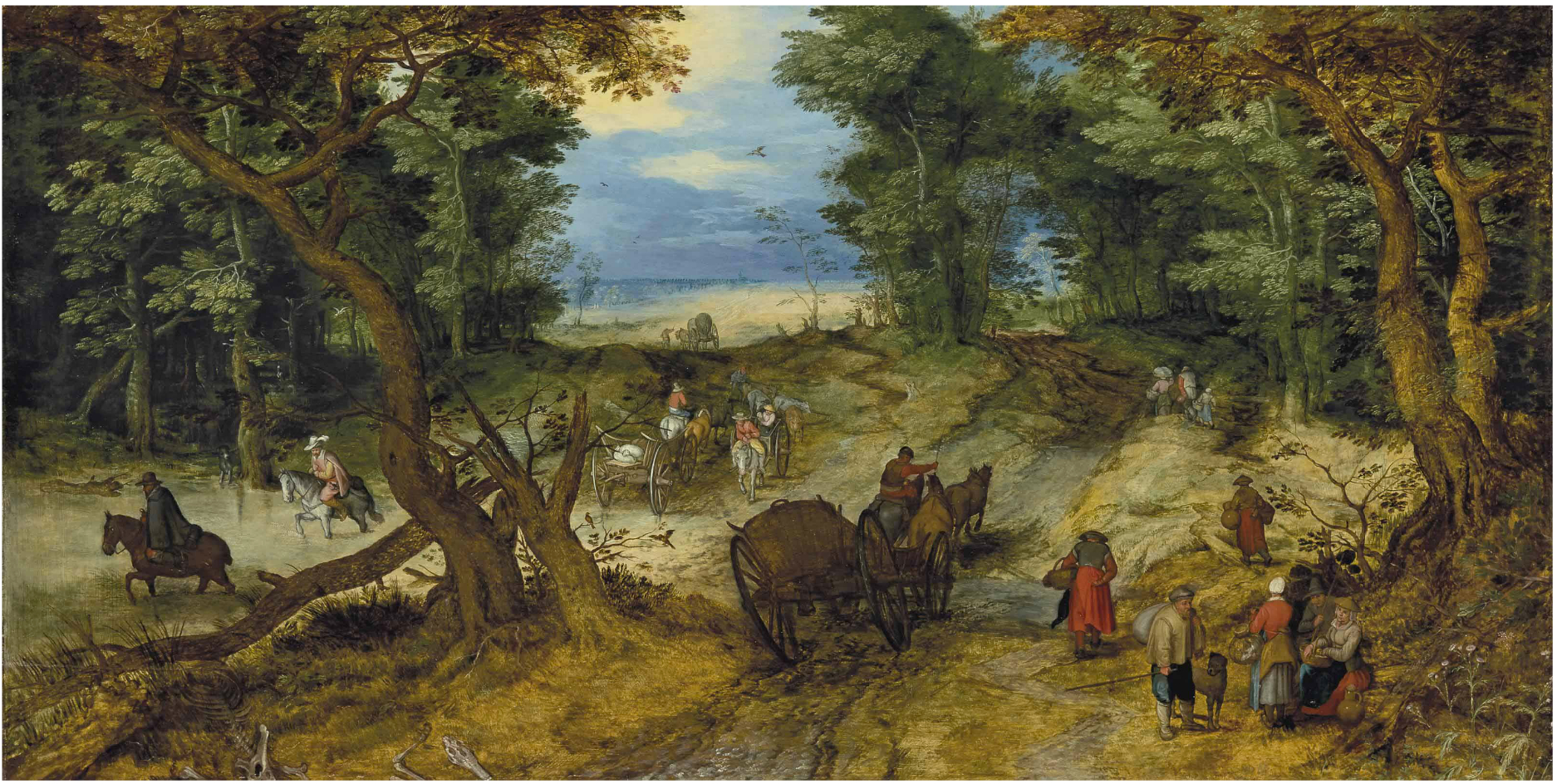
Zalesněná krajina s poutníky (A wooded landscape with travelers on a path)

Stejně jako jeho otec i Jan Brueghel maloval různé vesnické krajiny. Používal okolní krajinu jako scénu pro zástupy prostých, barevně oblečených rolníků, kteří se zabývají různými aktivitami na trhu, na venkovských cestách a během veselých oslav. Krajiny Jana Brueghela se silnými vyprávěčskými prvky a pozorností k detailu měly významný vliv na vlámské a nizozemské krajinářské umělce ve druhé dekádě 17. století. Jeho obrazy řek byly jistě známé malířům pracujícím v Haarlemu, včetně Esaiase van de Velde a Willema Buytewecha, se kterým se Brueghel potkal, když doprovázel Petera Paula Rubense na diplomatické misi do Nizozemska v roce 1613.

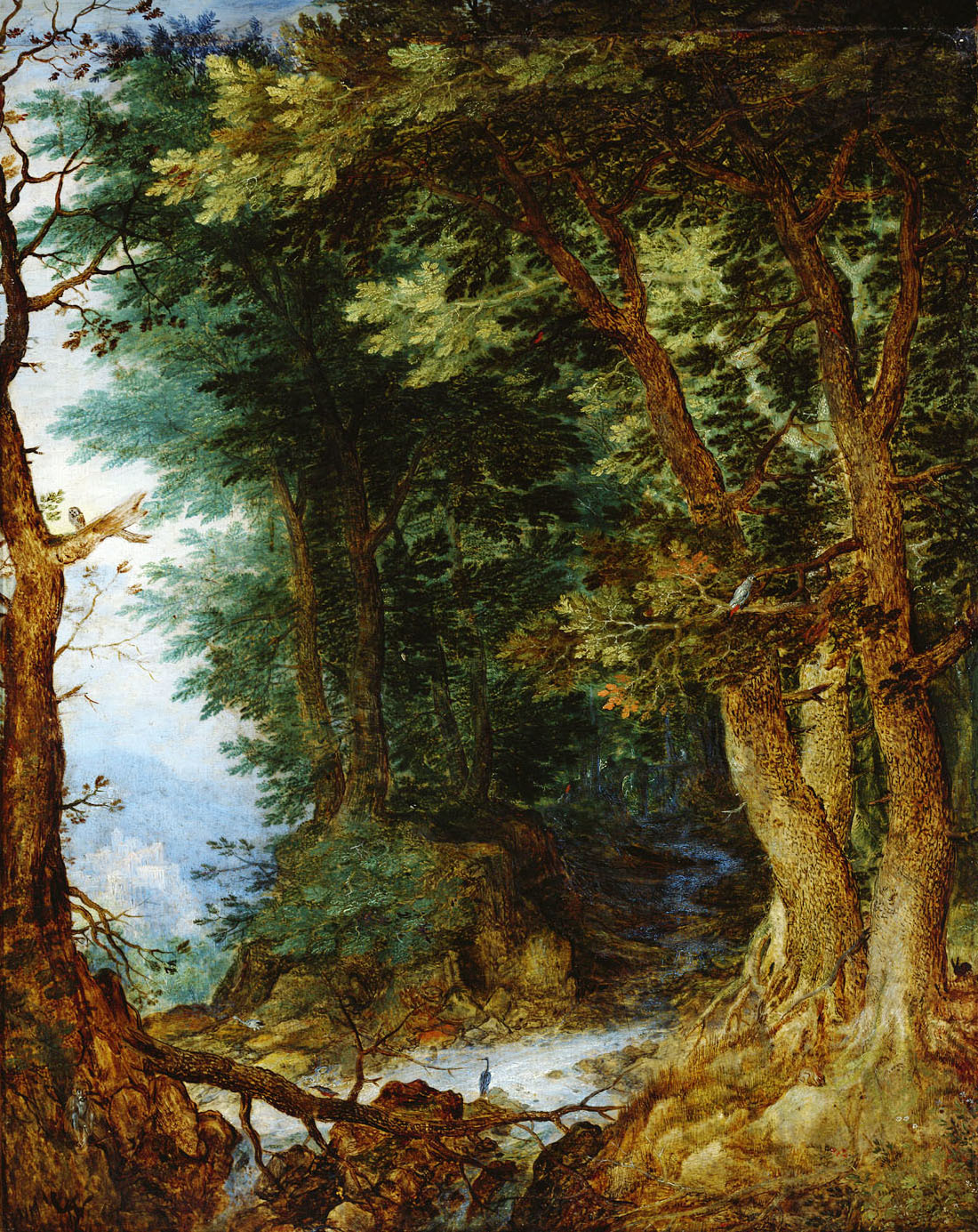
Lesní krajina (Forest landscape)

Jan Brueghel spolu s umělci jako Gillis van Coninxloo byl jedním z prvních umělců, zobrazujících hustě zalesněné krajiny v 17. století. Jan Breughel ve skutečnosti zkoušel malovat lesní krajinu dříve než Coninxloo, který ji namaloval už v roce 1598. Ve svých lesních krajinách Brueghel dokázal zachytil temnou zeleň listů i zářivou houštinu a dokonce tajemství lesa. Ačkoli občas zde jsou zobrazeni lidé a zvěř, tyto lesní scény obsahují hlavně tmavé výklenky, prakticky žádné výhledy na oblohu a nemožnost pro diváka proniknout za husté stromy.

### Rajské krajiny
Jan Brueghel vytvořil řadu děl s tématem rajské zahrady. Dá se říci, že tento žánr objevil. Jeho obrazy kombinují svěží krajinu s četnými zvířaty exotickými i evropskými, které spolu v krajině harmonicky koexistují. Tyto krajiny jsou inspirovány epizodami z Genesis. Oblíbené motivy z Genesis jsou Adam a Eva v ráji, pád člověka a vstup zvířat do Noemovy archy.

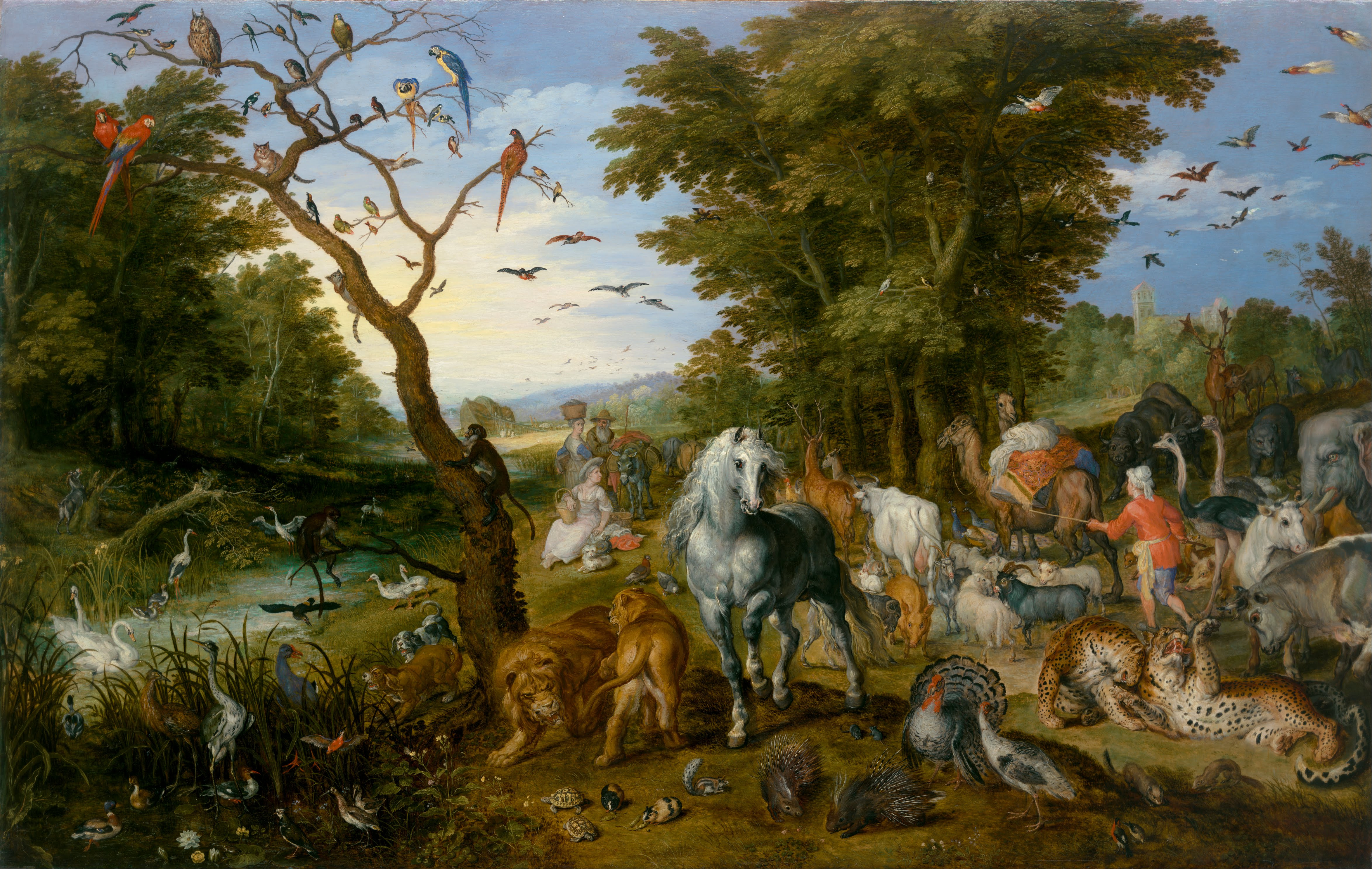
Vstup zvířat do Noemovy archy) The Entry of the Animals into Noah's Ark

Stejně jako jeho květinové obrazy byly i tyto práce inspirovány katolickým světonázorem, který považoval Zemi a její obyvatele za Boží výtvor a cenil si uměleckého ztvárnění při vědeckém zkoumání tohoto božského díla. Jak bylo popsáno výše, Breughelův přítel a patron, protireformační kardinál Federico Borromeo, zvláště chválil zdůraznění krásy a rozmanitost zvířecího světa. Brueghel se snažil tento pohled na svět ukázat i v jeho obrazech rajské krajiny, kde je zobrazena nejen úžasná rozmanitost zvířat, které on skutečně studoval, ale také se v nich Brueghel prezentuje jako člověk na jedné straně náboženský založený a na druhé straně jako člověk obdivující vědecký řád.

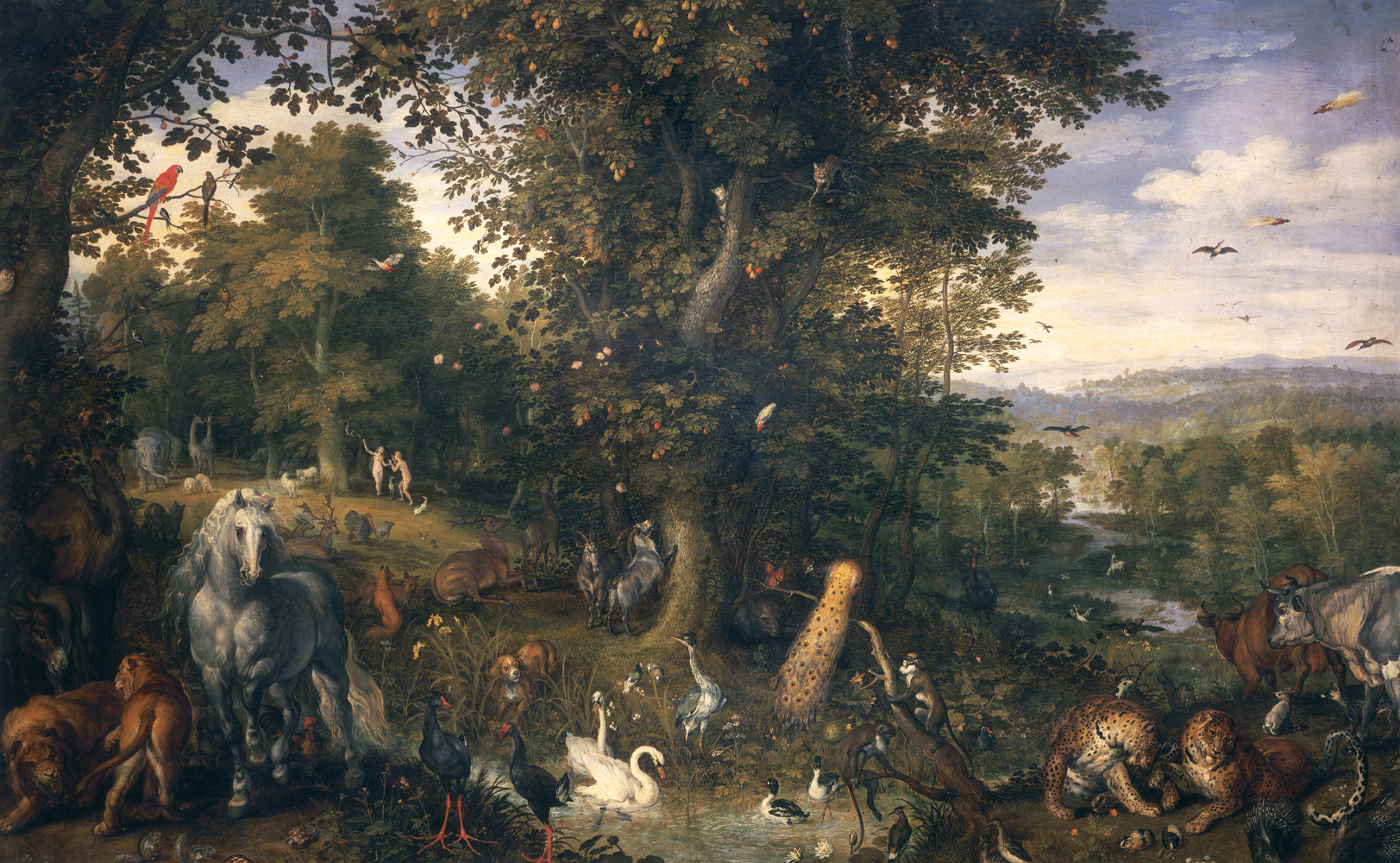
Rajská zahrada a pád člověka (The Garden of Eden with the Fall of Man)

Zobrazení krajin ráje Brueghel vyvinul během svého pobytu v Benátkách kolem let 1590. Jeho první obraz je známý jako Rajská zahrada s pádem člověka. Odkaz na Genesis v obraze se objevuje v malém nápisu v pozadí Genesis creation narrative (Genesis příběh stvoření). Hlavní pozornost je věnována samotným zvířatům a krajině. Tato práce byla první rajskou krajinou, ve které Brueghel katalogizoval zvířata a zobrazoval běžné a domestikované druhy. Brueghelův zájem o katalogizaci zvířat byl povzbuzen jeho návratem ke dvoru císaře Rudolfa II. v Praze, kde císař založil encyklopedickou sbírku rarit a přírodnin. Zdá se, že prvotní zobrazení zvířat v jeho rajských krajinách bylo založeno na práci jiných umělců, později se mohl spoléhat na studie různých druhů zvířat ve zvěřinci v Bruselu. Během své návštěvy Prahy také Brueghel viděl zobrazení zvířat Albrechta Dürera. Namaloval kopii Dürerova akvarelu z roku 1503 Madona s množstvím zvířat (Mary among a Multitude of Animals) (1503).

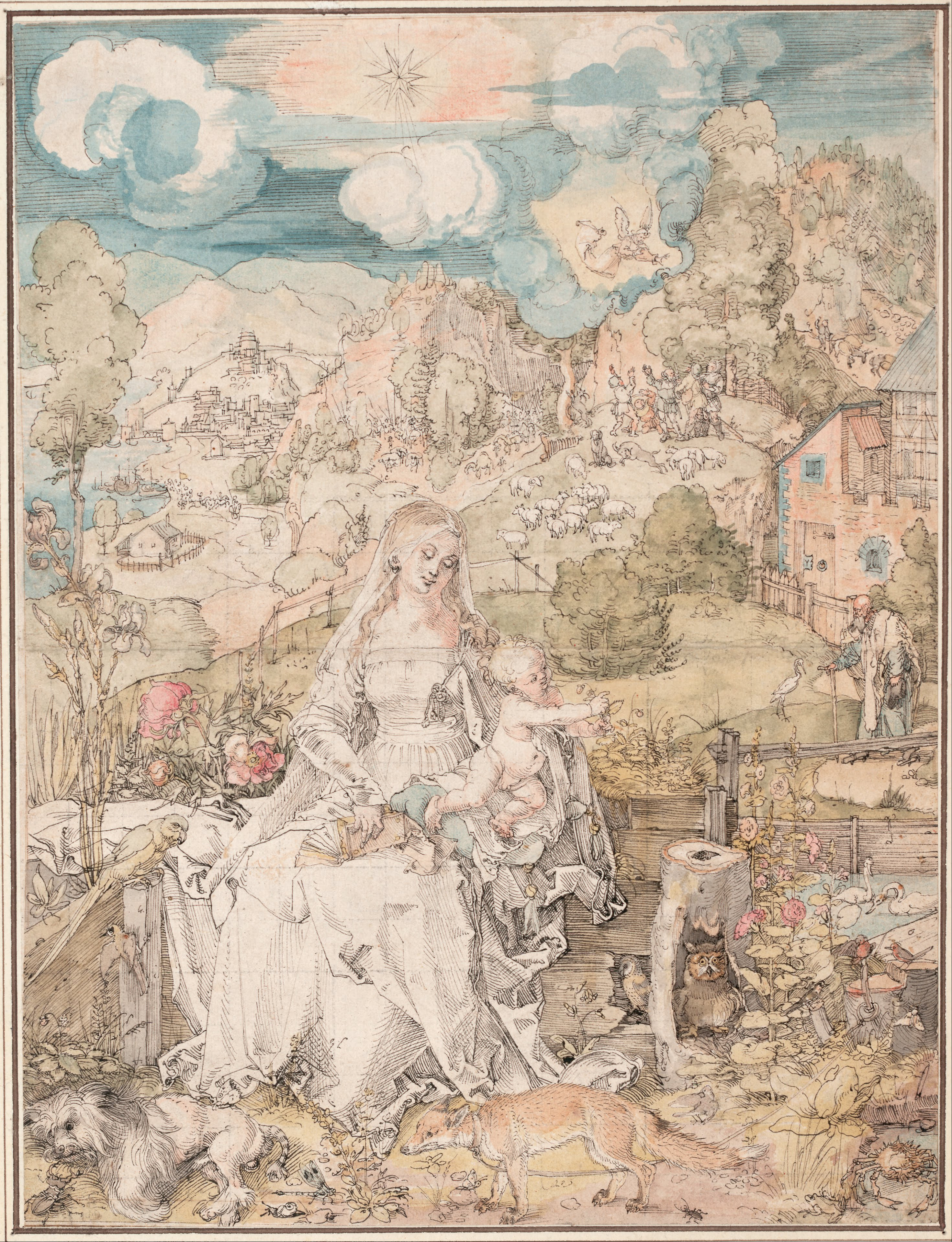
Madona s množstvím zvířat

Dürerovy reprezentace zvířat hrají klíčovou roli v renesanční zoologii, protože jsou nejčistší uměleckou formou studia přírody. Na Brueghela měli také značný vliv studie zvířat vlámských umělců Hanse Bola a Jorise Hoefnagela. Zvláště Hoefnagelovy Čtyři prvky (1575–1582) byly prvním uměleckým dílem, které kategorizovalo zvířata ve formátu knihy. Hoefnagelův přístup k reprezentaci zvířecího světa kombinoval přírodní historické, klasické, emblematické a biblické odkazy, které katalogizovaly různé druhy do kategorií čtyř prvků kosmu: země, voda, vzduch a oheň. Brueghelova rajská krajina také ztělesňovala encyklopedické postoje své doby zobrazením širokého spektra druhů. Po celou svou uměleckou kariéru Brueghel pokračoval ve vytváření mnoha kreseb a obrazů rajských krajin což mu vyneslo přezdívku Paradise Brueghel.

### Alegorie

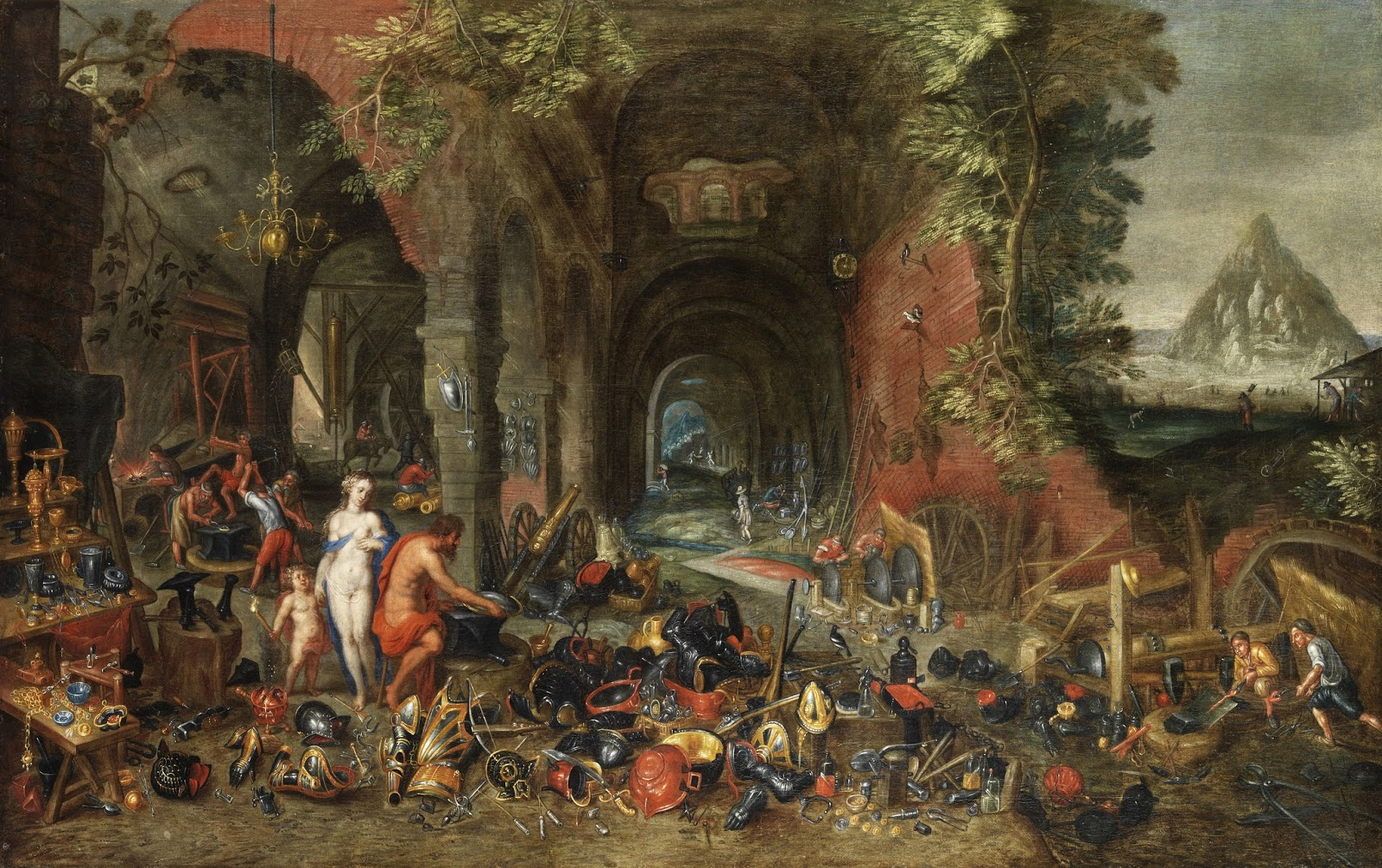
Alegorie ohně: Venuše vítězí nad Vulkánem (Allegory of Fire: Venus in the Forge of Vulcan)

Jan Brueghel starší vytvořil různé soubory alegorických obrazů, zejména na téma Pět smyslů (Five senses) a Čtyři prvky ( Four Elements). Tyto obrazy byly často výsledkem spolupráce s jinými malíři, jako je tomu v případě pěti obrazů představujících Pět smyslů, na kterých Brueghel spolupracoval s Rubensem a které jsou nyní v muzeu Prado v Madridu. Spolupracoval také s Hendrickem van Balenem na různých alegorických kompozicích, jako je série Čtyři prvky (Four Elements) a také Alegorie veřejného blahobytu (Allegory of Public Welfare). Ve svých alegoriích Jan Breughel ilustroval abstraktní pojmy, jako je jeden ze smyslů nebo jeden ze čtyř elementů, prostřednictvím množství konkrétních objektů, které s ním mohou být spojeny. Svůj koncept představoval pomocí fiktivního nebo metaforického použití slova nebo výrazu. Brueghel se v těchto alegorických kompozicích uchýlil k encyklopedickým obrazům, které také maloval ve svých obrazech rajských krajin. Důkazem je dílo Alegorie ohně: Venuše vítězí nad Vulkánem , které Brueghel namaloval v různých verzích: jednu ve spolupráci s Hendrickem van Balenem, druhá (alegorie ohně) Allegory of Fire, je připisována pouze Janu Brueghelovi. Brueghelův encyklopedický přístup v této kompozici nabízí takové podrobnosti, že historici vědy spoléhali na kompozici jako na zdroj informací o typech nástrojů používaných v 17. století v metalurgické praxi.

### Scény pekla a démonů

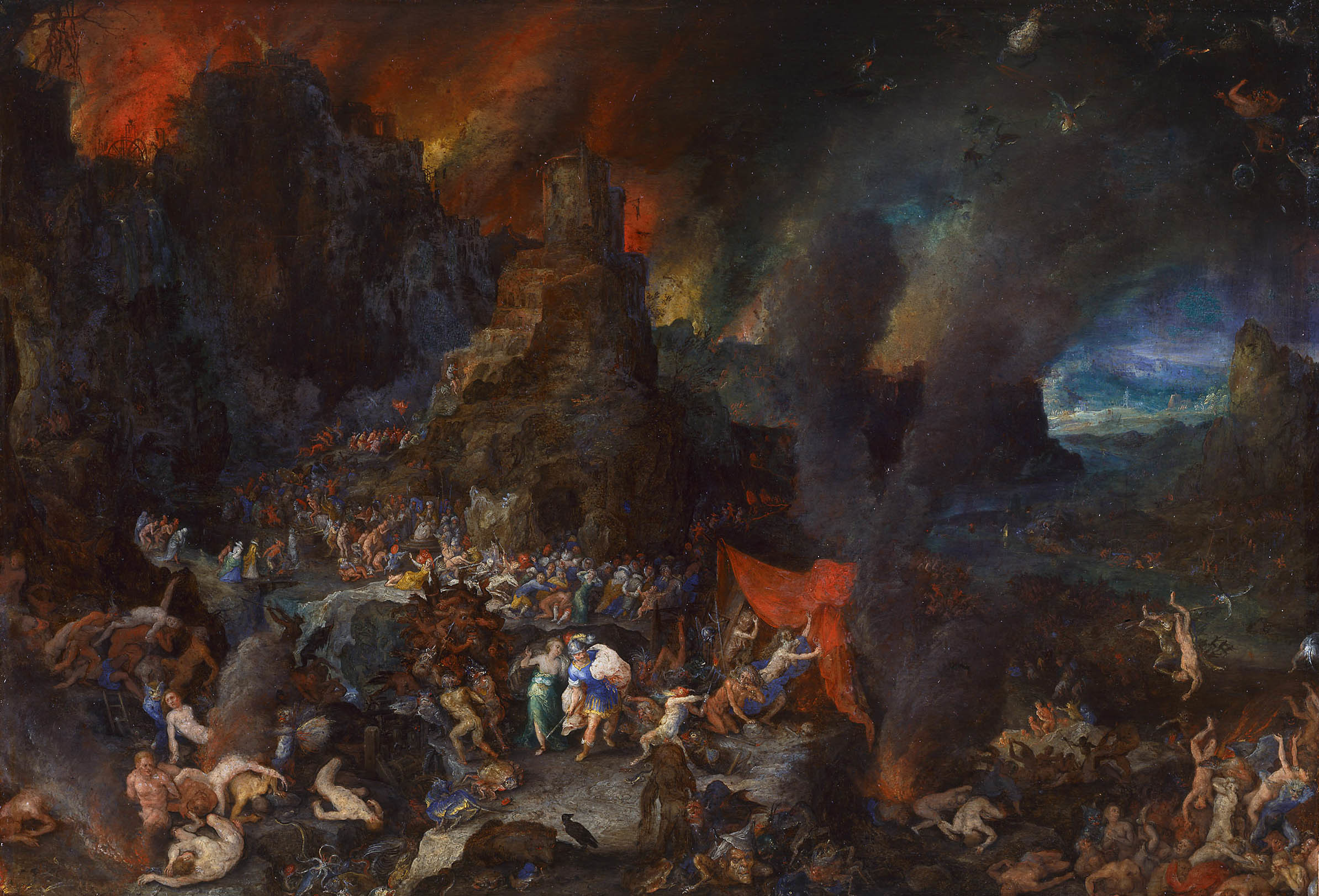
Aeneas a Sibyla v podsvětí (Aeneas and the Sibyl in the Underworld)

Jan byl brzy přezdíván Pekelný Brueghel (Hell Brueghel), ale 19. století byla tato přezdívka chybně spojována s jeho bratrem Pieterem Brueghelem mladším. Jan Brueghel dostal přezdívku pro jeho scény s démony a peklem. Příkladem je obraz Jana Brueghela Pokušení svatého Antonína (Temptation of St. Anthony). Jako první toto téma zpracoval Hieronymus Bosch. V této temné scéně plné démonů monstra útočí na malého svatého v rohu v husté lesní krajině. Jan Brueghel věřil, že maluje své pekelné scény pro modernější, elitní publikum znalých a sofistikovaných sběratelů. Věřil, že chce-li apelovat na tuto erudovanou klientelu, dosáhne toho spíše ukázkou pekelných scén, než náměty mytologickými či náboženskými. Zejména to platí pro vergilskou scénu Aeneas in Hades, Aenease doprovází Cumaean Sibyl. Jiné mytologické motivy, které se objevily v jeho pekle, ukazovaly bohyni Juno, navštěvující Orfea v podsvětí. Téma je převzato z Ovidiových Metamorfóz. Příkladem posledně jmenovaného je obraz Orfeus v podsvětí. Brueghelovy pekelné scény ovlivnily také Jacoba van Swanenburga, což byl jeden z Rembrandtových učitelů. Na základě této inspirace později vytvářel své vlastní pekelné scény.

### Obrazové galerie
Jan Brueghel starší a Frans Francken mladší byli prvními umělci, kteří tvořili v roce 1620 obrazy sbírek umění a kuriozit, obrazy obrazových galerií. Obrazy galerií ukazují velké místnosti, ve kterých jsou v elegantním prostředí vystaveny mnohé obrazy a další drahocenné předměty. Tyto místnosti byly často označovány jako Kunstkammern (umělecké místnosti) nebo Wunderkammern (kabinet kuriozit). Nejstarší práce v tomto žánru zobrazovaly umělecké objekty společně s dalšími věcmi, jako jsou vědecké přístroje nebo zvláštní přírodní exempláře. Některé galerijní obrazy zahrnují i portréty majitelů nebo sběratelů uměleckých předmětů nebo umělců při práci. Obrazy jsou plné symbolizmu a alegorií a odrážejí vzrůstající zájem o znalosti, osobní kultivovanost a probíhající intelektuální procesy. Žánr se okamžitě stal populárním a následovali jej další umělci jako Jan Brueghel mladší, Cornelis de Baellieur, Hans Jordaens, David Teniers mladší, Gillis van Tilborch a Hieronymus Janssens.

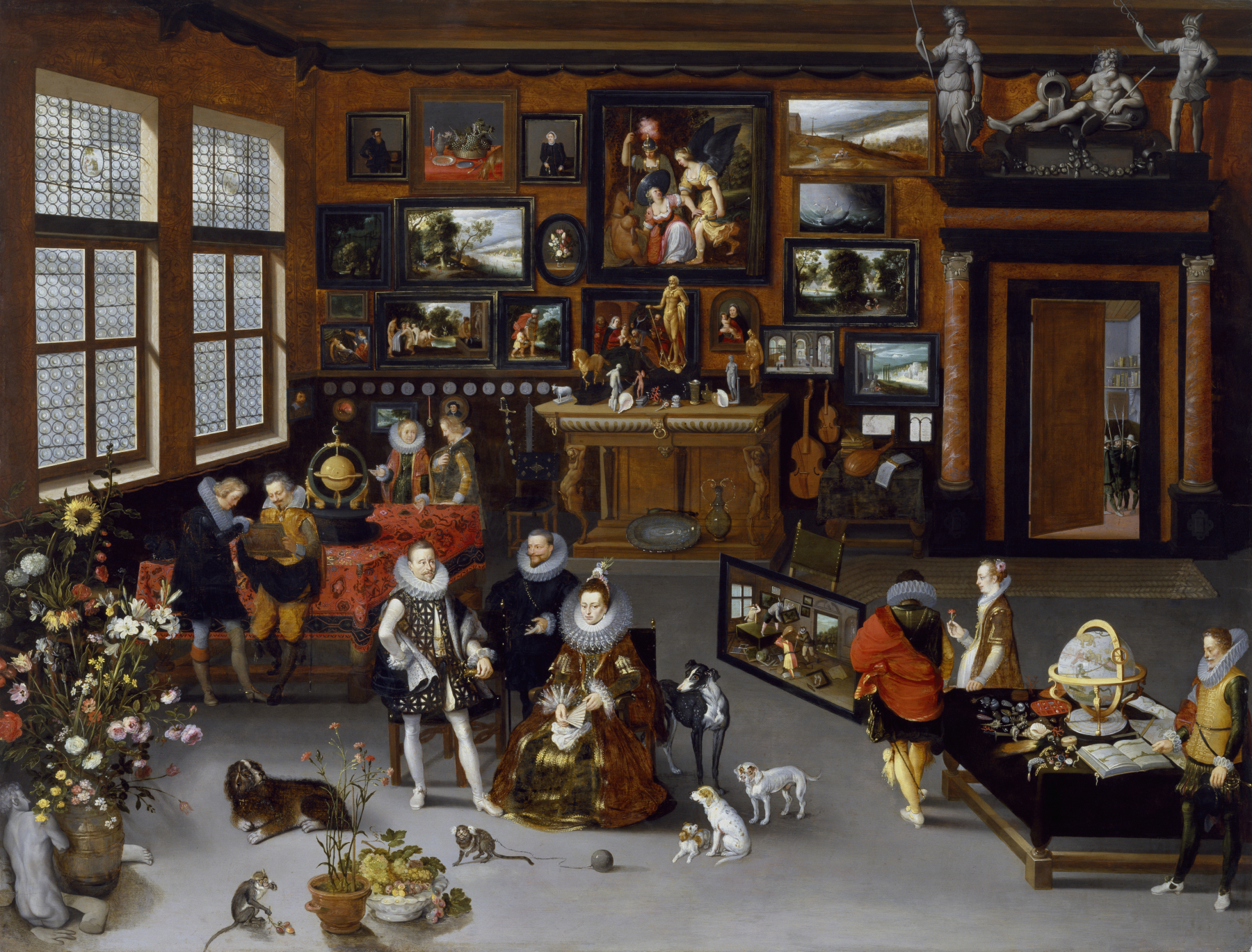
Arcivévodové Albert a Isabella navštěvují galerii Pietera Roose (The Archdukes Albert and Isabella Visiting the Collection of Pieter Roose)

Slavný příklad galerijního malířství Jana Brueghela je obraz Arcivévodové Albert a Isabella navštěvují galerii Pietera Roose. Obraz pravděpodobně vznikl spoluprací mezi Janem Brugelem starším a Hieronymem Franckenem II. Tato galerijní malba představuje počáteční fázi žánru galerijních obrazů. Během této rané encyklopedické fáze žánr odrážel kulturu zvídavosti doby, kdy umělecká díla, vědecké nástroje, příroda, kuriozity byly stejnou mírou předmětem studia a obdivu. Výsledkem je, že do obrazu jsou vkomponovány osoby, jež mají zájem diskutovat o vědě i o umění. Později se žánr soustředil více na galerie obsahující pouze umělecká díla. Kompozice obrazu Arcivévoda Albert a Isabella navštěvující sběratelskou kabinetu je převážně alegorie ikonoklasmu a vítězství umění nad ignorancí. Jsou to odkazy na ikonoklasmus Beeldenstormu, který v 16. století zasáhl Nizozemsko. (Beeldenstorm v nizozemštině nebo Bildersturm v němčině znamená zhruba obrazoborectví, jde termín používaný pro propuknutí ničení náboženských obrazů, ke kterému došlo v Evropě v 16. století. Tyto prvky jsou zobrazeny jako součást protestantské reformace. Nizozemský termín obvykle odkazuje na vlnu obrazoborectví v létě roku 1566. Podobné scény se odehrávaly i v jiných částech Evropy, zejména ve Švýcarsku a Svaté říši římské v období mezi 1522 a 1566. Zejména v Curychu (v roce 1523), Kodani (1530), Münsteru (1534), Ženevě (1535), a Augsburgu (1537)). Arcivévoda Albrecht VII. Habsburský a Isabella Clara Eugenie, kteří společně vládli Španělskému Nizozemí na počátku 17. století obrazoborectví ukončili. Jan Brueghel namaloval kytici ve velké váze, která je korunována velkou slunečnicí. Tato jihoamerická květina, která je vysoká a stále svůj květ obrací ke slunci, byla poprvé v Evropě ke spatření v polovině 16. století. Slunečnice byla považována za zázrak z Nového světa v botanických pojednání, ale Jan Brueghel byl první, kdo zahrnul květinu do obrazu a ve své kompozici ji použíil jako symbol knížecího patronátu. Tím, že se květ obrací k Albertovi a Isabelle, jako alegorii Slunce, slunečnice symbolizuje způsob, jakým umění mohlo růst a rozkvétat ve světle a teple knížecího patronátu.

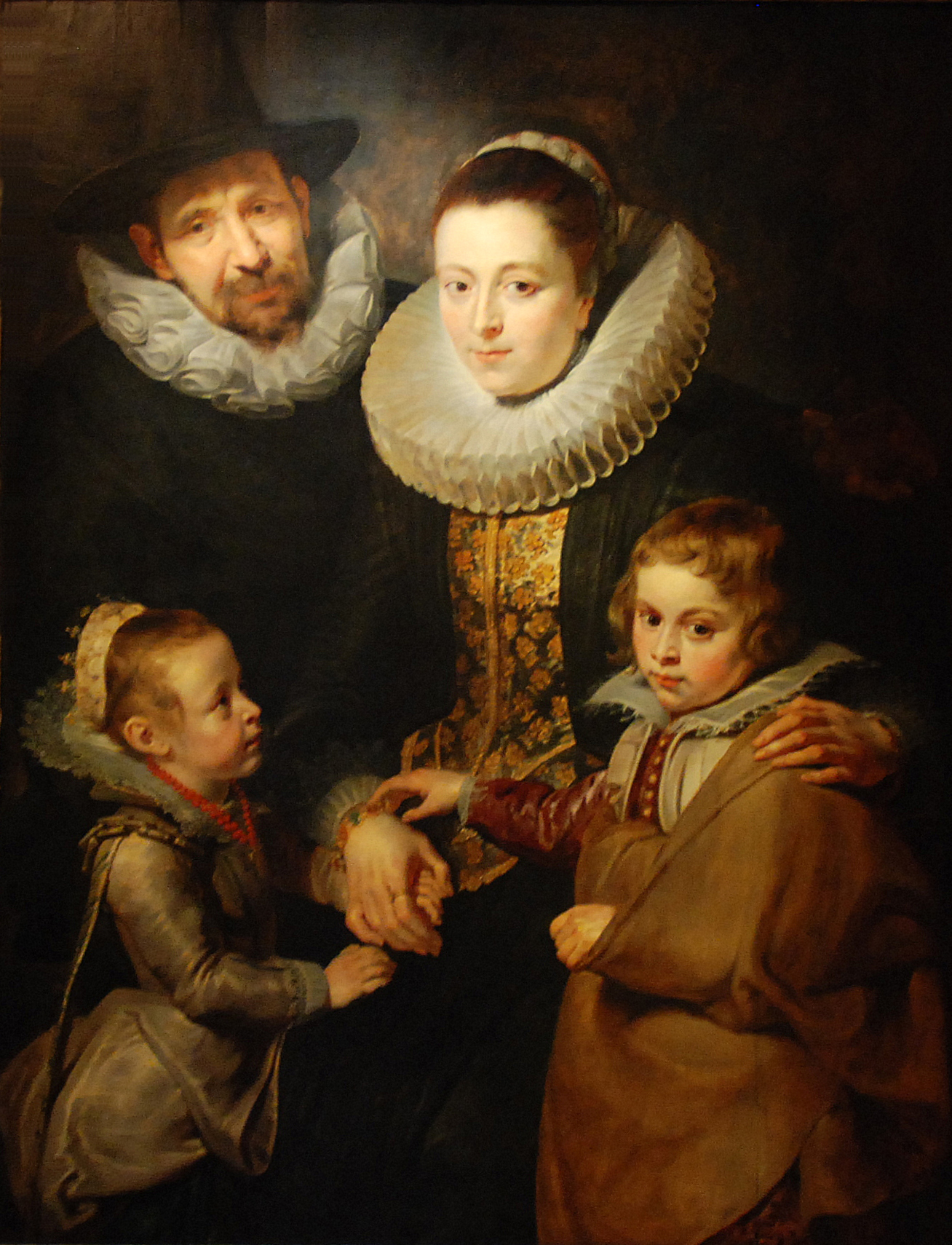
Jan Breughel s jeho druhou manželkou a nejstaršími dětmi od Rubens

### Singerie – (opičí scény)
Breughel přispěl k rozvoji žánru opičí scén, také nazývané singerie (slovo, které ve francouzštině znamená komickou grimasu, chování nebo trik). Scény s opicemi, které se objevují na obrazech v lidském oblečení a v lidském prostředí, jsou obrazový žánr, objevující se ve vlámské malbě v 16. století a následně se rozvíjející v 17. století. Opice byli považovány za nestoudná a zvrhlá stvoření a za vynikající imitátory lidského chování. Tato vyobrazení opic, které přebíraly různé lidské role, byla hravou metaforou veškerého bláznovství na světě. Jan Brueghel I, Monkeys feasting (singerie).

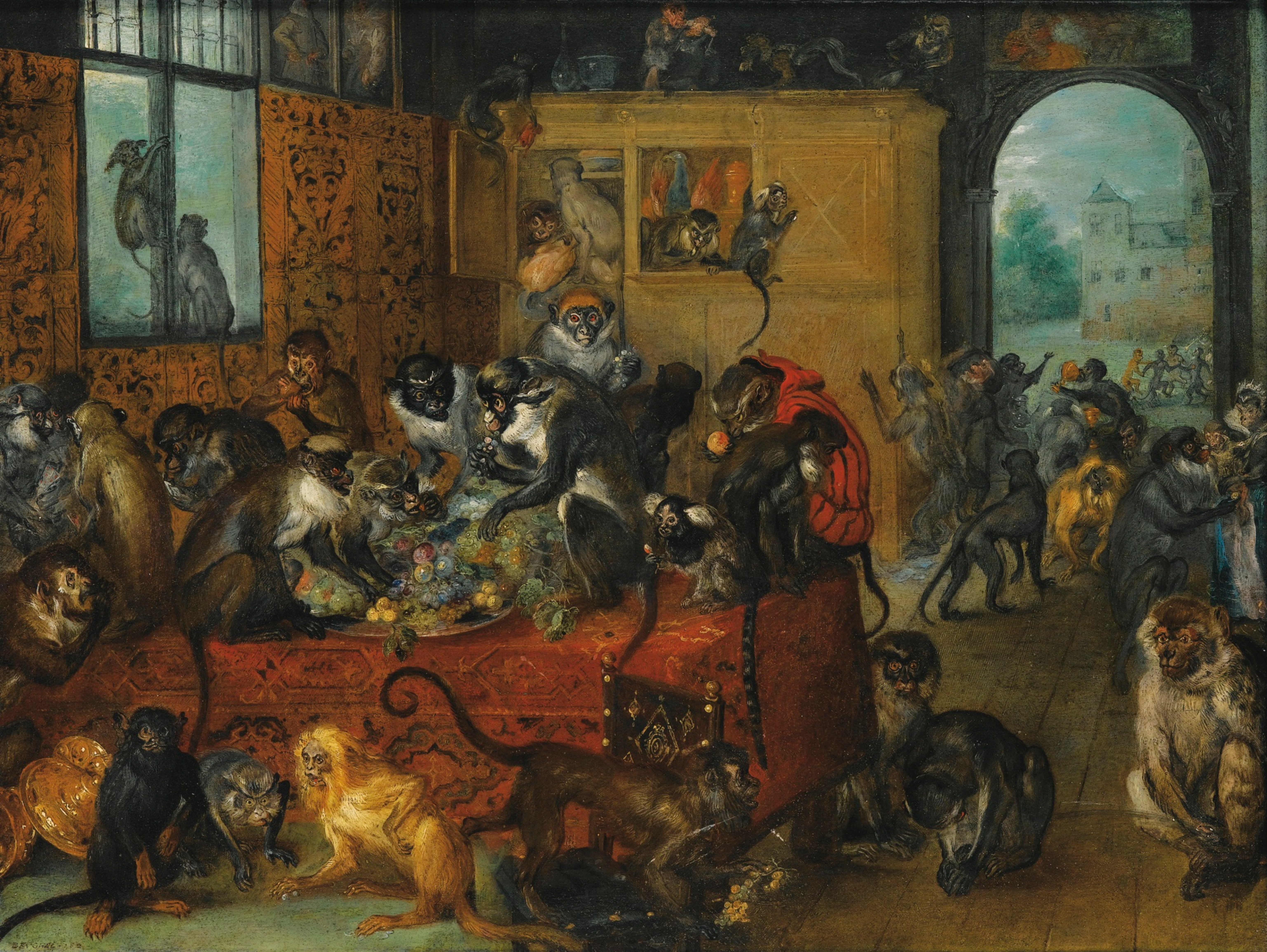
Opičí hody (Monkeys feasting)

Vlámský rytec Pieter van der Borcht starší představil singerie jako samostatné téma kolem roku 1575 v sérii tisků, které byly silně inspirovány Pieterem Bruegelem starším. Tyto tisky byly velmi rozšířeny a téma následně ovlivnilo i další vlámské umělce. Prvním z nich byl antverpský umělec Frans Francken mladší, po němž rychle následovali Jan Brueghel starší, Jan Brueghel mladší mladší, Sebastiaen Vrancx a Jan Jan Kessel starší. Zeť Jana Brueghela staršího David Teniers mladší se stal hlavním propagátorem tohoto žánru a rozvinul jej dále s jeho mladším bratrem Abrahamem Teniersem. Později v 17. století začal Nicolaes van Verendael také malovat tyto opičí scény. Příkladem obrazu Jana Brueghela na toto téma je obraz na mědí Opičí hody (Monkeys feasting), které patří mezi jeho rané práce. Jan Brueghel pravděpodobně kreslil své opice v zoo arcivévody v Bruselu. Zatímco kompozice ukazuje opice, které se zabývají všemi druhy neřestí, obsahuje obraz nápis Ceres and Pan nad dveřními zárubněmi, což je dílo Rubensova studia. Nápis upozorňuje na kontrast mezi kultivovaným světem a divokým světem opic pod ním.

## Rodokmen
|  |  |                                   |                                   |                                   |                                   | Pieter Bruegel starší(1525/1530–1569) |                                   |                                |                                |                                |                                |                                |                                |                                |                                |                                |                                |                                |                                |                                |                                |                                |                                |                                                 |                                                 |                                                 |                                                 |                                                 |                                                 |  |  |                                                    |                                                    |                                                    |                                                    |                                                    |                                                    |
|  |  |                                   |                                   |                                   |                                   |                                       |                                   |                                |                                |                                |                                |                                |                                |                                |                                |                                |                                |                                |                                |                                |                                |                                |                                |                                                 |                                                 |                                                 |                                                 |                                                 |                                                 |  |  |                                                    |                                                    |                                                    |                                                    |                                                    |                                                    |
|  |  |                                   |                                   |                                   |                                   |                                       |                                   |                                |                                |                                |                                |                                |                                |                                |                                |                                |                                |                                |                                |                                |                                |                                |                                |                                                 |                                                 |                                                 |                                                 |                                                 |                                                 |  |  |                                                    |                                                    |                                                    |                                                    |                                                    |                                                    |
|  |  |                                   |                                   |                                   |                                   |                                       |                                   |                                |                                |                                |                                |                                |                                |                                |                                |                                |                                |                                |                                |                                |                                |                                |                                |                                                 |                                                 |                                                 |                                                 |                                                 |                                                 |  |  |                                                    |                                                    |                                                    |                                                    |                                                    |                                                    |
|  |  | Pieter Brueghel mladší(1564–1638) | Pieter Brueghel mladší(1564–1638) | Pieter Brueghel mladší(1564–1638) | Pieter Brueghel mladší(1564–1638) | Pieter Brueghel mladší(1564–1638)     | Pieter Brueghel mladší(1564–1638) |                                |                                | Jan Brueghel starší(1568–1625) | Jan Brueghel starší(1568–1625) | Jan Brueghel starší(1568–1625) | Jan Brueghel starší(1568–1625) | Jan Brueghel starší(1568–1625) | Jan Brueghel starší(1568–1625) |                                |                                |                                |                                |                                |                                |                                |                                |                                                 |                                                 |                                                 |                                                 |                                                 |                                                 |  |  |                                                    |                                                    |                                                    |                                                    |                                                    |                                                    |
|  |  | Pieter Brueghel mladší(1564–1638) | Pieter Brueghel mladší(1564–1638) | Pieter Brueghel mladší(1564–1638) | Pieter Brueghel mladší(1564–1638) | Pieter Brueghel mladší(1564–1638)     | Pieter Brueghel mladší(1564–1638) |                                |                                | Jan Brueghel starší(1568–1625) | Jan Brueghel starší(1568–1625) | Jan Brueghel starší(1568–1625) | Jan Brueghel starší(1568–1625) | Jan Brueghel starší(1568–1625) | Jan Brueghel starší(1568–1625) |                                |                                |                                |                                |                                |                                |                                |                                |                                                 |                                                 |                                                 |                                                 |                                                 |                                                 |  |  |                                                    |                                                    |                                                    |                                                    |                                                    |                                                    |
|  |  |                                   |                                   |                                   |                                   |                                       |                                   |                                |                                |                                |                                |                                |                                |                                |                                |                                |                                |                                |                                |                                |                                |                                |                                |                                                 |                                                 |                                                 |                                                 |                                                 |                                                 |  |  |                                                    |                                                    |                                                    |                                                    |                                                    |                                                    |
|  |  |                                   |                                   |                                   |                                   |                                       |                                   |                                |                                |                                |                                |                                |                                |                                |                                |                                |                                |                                |                                |                                |                                |                                |                                |                                                 |                                                 |                                                 |                                                 |                                                 |                                                 |  |  |                                                    |                                                    |                                                    |                                                    |                                                    |                                                    |
|  |  |                                   |                                   |                                   |                                   |                                       |                                   | Ambrosius Brueghel(1617–1675)  | Ambrosius Brueghel(1617–1675)  | Ambrosius Brueghel(1617–1675)  | Ambrosius Brueghel(1617–1675)  | Ambrosius Brueghel(1617–1675)  | Ambrosius Brueghel(1617–1675)  |                                |                                | Jan Brueghel mladší(1601–1671) | Jan Brueghel mladší(1601–1671) | Jan Brueghel mladší(1601–1671) | Jan Brueghel mladší(1601–1671) | Jan Brueghel mladší(1601–1671) | Jan Brueghel mladší(1601–1671) |                                |                                | Anna Brueghel x David Teniers mladší(1610–1690) | Anna Brueghel x David Teniers mladší(1610–1690) | Anna Brueghel x David Teniers mladší(1610–1690) | Anna Brueghel x David Teniers mladší(1610–1690) | Anna Brueghel x David Teniers mladší(1610–1690) | Anna Brueghel x David Teniers mladší(1610–1690) |  |  | Paschasia Brueghel x Hieronymous van Kessel starší | Paschasia Brueghel x Hieronymous van Kessel starší | Paschasia Brueghel x Hieronymous van Kessel starší | Paschasia Brueghel x Hieronymous van Kessel starší | Paschasia Brueghel x Hieronymous van Kessel starší | Paschasia Brueghel x Hieronymous van Kessel starší |
|  |  |                                   |                                   |                                   |                                   |                                       |                                   | Ambrosius Brueghel(1617–1675)  | Ambrosius Brueghel(1617–1675)  | Ambrosius Brueghel(1617–1675)  | Ambrosius Brueghel(1617–1675)  | Ambrosius Brueghel(1617–1675)  | Ambrosius Brueghel(1617–1675)  |                                |                                | Jan Brueghel mladší(1601–1671) | Jan Brueghel mladší(1601–1671) | Jan Brueghel mladší(1601–1671) | Jan Brueghel mladší(1601–1671) | Jan Brueghel mladší(1601–1671) | Jan Brueghel mladší(1601–1671) |                                |                                | Anna Brueghel x David Teniers mladší(1610–1690) | Anna Brueghel x David Teniers mladší(1610–1690) | Anna Brueghel x David Teniers mladší(1610–1690) | Anna Brueghel x David Teniers mladší(1610–1690) | Anna Brueghel x David Teniers mladší(1610–1690) | Anna Brueghel x David Teniers mladší(1610–1690) |  |  | Paschasia Brueghel x Hieronymous van Kessel starší | Paschasia Brueghel x Hieronymous van Kessel starší | Paschasia Brueghel x Hieronymous van Kessel starší | Paschasia Brueghel x Hieronymous van Kessel starší | Paschasia Brueghel x Hieronymous van Kessel starší | Paschasia Brueghel x Hieronymous van Kessel starší |
|  |  |                                   |                                   |                                   |                                   |                                       |                                   |                                |                                |                                |                                |                                |                                |                                |                                |                                |                                |                                |                                |                                |                                |                                |                                |                                                 |                                                 |                                                 |                                                 |                                                 |                                                 |  |  |                                                    |                                                    |                                                    |                                                    |                                                    |                                                    |
|  |  |                                   |                                   |                                   |                                   |                                       |                                   |                                |                                |                                |                                |                                |                                |                                |                                |                                |                                |                                |                                |                                |                                |                                |                                |                                                 |                                                 |                                                 |                                                 |                                                 |                                                 |  |  |                                                    |                                                    |                                                    |                                                    |                                                    |                                                    |
|  |  |                                   |                                   |                                   |                                   | Jan Pieter Brueghel(1628–1664)        | Jan Pieter Brueghel(1628–1664)    | Jan Pieter Brueghel(1628–1664) | Jan Pieter Brueghel(1628–1664) | Jan Pieter Brueghel(1628–1664) | Jan Pieter Brueghel(1628–1664) |                                |                                | Abraham Brueghel(1631–1690)    | Abraham Brueghel(1631–1690)    | Abraham Brueghel(1631–1690)    | Abraham Brueghel(1631–1690)    | Abraham Brueghel(1631–1690)    | Abraham Brueghel(1631–1690)    |                                |                                | Jan Baptist Brueghel(1647–1719 | Jan Baptist Brueghel(1647–1719 | Jan Baptist Brueghel(1647–1719                  | Jan Baptist Brueghel(1647–1719                  | Jan Baptist Brueghel(1647–1719                  | Jan Baptist Brueghel(1647–1719                  |                                                 |                                                 |  |  | Jan van Kessel starší(1626–1679)                   | Jan van Kessel starší(1626–1679)                   | Jan van Kessel starší(1626–1679)                   | Jan van Kessel starší(1626–1679)                   | Jan van Kessel starší(1626–1679)                   | Jan van Kessel starší(1626–1679)                   |
|  |  |                                   |                                   |                                   |                                   | Jan Pieter Brueghel(1628–1664)        | Jan Pieter Brueghel(1628–1664)    | Jan Pieter Brueghel(1628–1664) | Jan Pieter Brueghel(1628–1664) | Jan Pieter Brueghel(1628–1664) | Jan Pieter Brueghel(1628–1664) |                                |                                | Abraham Brueghel(1631–1690)    | Abraham Brueghel(1631–1690)    | Abraham Brueghel(1631–1690)    | Abraham Brueghel(1631–1690)    | Abraham Brueghel(1631–1690)    | Abraham Brueghel(1631–1690)    |                                |                                | Jan Baptist Brueghel(1647–1719 | Jan Baptist Brueghel(1647–1719 | Jan Baptist Brueghel(1647–1719                  | Jan Baptist Brueghel(1647–1719                  | Jan Baptist Brueghel(1647–1719                  | Jan Baptist Brueghel(1647–1719                  |                                                 |                                                 |  |  | Jan van Kessel starší(1626–1679)                   | Jan van Kessel starší(1626–1679)                   | Jan van Kessel starší(1626–1679)                   | Jan van Kessel starší(1626–1679)                   | Jan van Kessel starší(1626–1679)                   | Jan van Kessel starší(1626–1679)                   |